# Episodi di Farscape (prima stagione)
La prima stagione della serie televisiva Farscape ha esordito negli Stati Uniti d'America su SciFi Channel il 19 marzo 1999 e in Italia sul canale Jimmy il 13 febbraio 2006.
| nº   | Titolo originale               | Titolo italiano                             | Prima TV USA      | Prima TV Italia  |
| ---- | ------------------------------ | ------------------------------------------- | ----------------- | ---------------- |
| 1x01 | Premiere                       | Il Progetto Farscape                        | 19 marzo 1999     | 13 febbraio 2006 |
| 1x02 | I, ET                          | Io, ET                                      | 8 maggio 1999     | 14 febbraio 2006 |
| 1x03 | Exodus from Genesis            | Esodo dalla Genesi                          | 26 marzo 1999     | 15 febbraio 2006 |
| 1x04 | Throne for a loss              | Un trono perduto                            | 9 aprile 1999     | 16 febbraio 2006 |
| 1x05 | Back, back, back to the future | Ritorno, ritorno e ancora ritorno al futuro | 2 aprile 1999     | 17 febbraio 2006 |
| 1x06 | Thanks God it's friday, again  | Grazie a Dio è venerdì... di nuovo          | 23 aprile 1999    | 20 febbraio 2006 |
| 1x07 | PK Tech Girl                   | Il tecnico dei Pacificatori                 | 16 aprile 1999    | 21 febbraio 2006 |
| 1x08 | That old black magic           | Magia nera                                  | 11 giugno 1999    | 22 febbraio 2006 |
| 1x09 | DNA Mad Scientist              | Lo Scienziato folle                         | 18 giugno 1999    | 23 febbraio 2006 |
| 1x10 | They've got a secret           | Segreti                                     | 25 giugno 1999    | 24 febbraio 2006 |
| 1x11 | Till the blood runs clear      | Finché il sangue non scorre chiaro          | 9 luglio 1999     | 27 febbraio 2006 |
| 1x12 | Rhapsody in blue               | Rapsodia in blu                             | 23 luglio 1999    | 28 febbraio 2006 |
| 1x13 | The Flax                       | Il Flax                                     | 16 luglio 1999    | 1º marzo 2006    |
| 1x14 | Jeremiah Crichton              | Il Masata                                   | 30 luglio 1999    | 2 marzo 2006     |
| 1x15 | Durka returns                  | Il ritorno di Durka                         | 13 agosto 1999    | 3 marzo 2006     |
| 1x16 | A human reaction               | Una reazione umana                          | 20 agosto 1999    | 6 marzo 2006     |
| 1x17 | Through the looking glass      | Attraverso lo specchio                      | 10 settembre 1999 | 7 marzo 2006     |
| 1x18 | A bug's life                   | Vita da virus                               | 17 settembre 1999 | 8 marzo 2006     |
| 1x19 | Nerve (Parte 1)                | Il nervo                                    | 7 gennaio 2000    | 9 marzo 2006     |
| 1x20 | The hidden memory (Parte 2)    | Il ricordo bloccato                         | 14 gennaio 2000   | 10 marzo 2006    |
| 1x21 | Bone to be wild                | Un calcio al destino                        | 21 gennaio 2000   | 13 marzo 2006    |
| 1x22 | Family Ties                    | Legami di famiglia                          | 28 gennaio 2000   | 14 marzo 2006    |

## Il Progetto Farscape
- Titolo originale: Premiere
- Diretto da: Andrew Prowse
- Scritto da: Rockne S. O'Bannon

### Trama
John Crichton è pronto a testare il modulo di sua invenzione, il “Farscape 1”. Il padre, prima di partire, gli dà il suo anello come porta fortuna. Lo shuttle parte e il modulo si sgancia. Tutto sembra procedere per il meglio quando, improvvisamente, John e il suo modulo vengono risucchiati in un tunnel spaziale. John Crichton si ritrova così in un punto remoto di un altro universo nel bel mezzo di una battaglia fra gli autoritari “Pacificatori” e un gruppo di dissidenti. Accidentalmente, la sua astronave va a sbattere contro quella di un pacificatore, causandone la distruzione e la morte del suo pilota. All'interno si trovava il fratello del capitano Crais, che giura di vendicarne la morte dando una caccia senza tregua a John Crichton. Quest'ultimo viene trascinato all'interno dell'astronave vivente Moya, un leviatano adibito al trasporto di detenuti. Qui fa la conoscenza di Pilota, Ka D'Argo, Pa'u Zotoh Zhaan e del Dominar Rygel. Dopo un attimo di stordimento, a John vengono iniettati dei microbi traduttori, riesce così ad interagire con l'equipaggio. Finalmente, i fuggitivi, riescono a liberare Moya dal collare dei pacificatori e partono a “starburst”, ma si portano dietro una navetta da combattimento con a bordo un pacificatore che viene imprigionato. Si tratta della sebaceana Aeryn Sun, che prende a botte il nostro povero John. Per sistemare un danno di Moya, sono costretti a fermarsi su un pianeta, ma vengono raggiunti dai pacificatori e arrestati. Quando Aeryn Sun cerca di far capire al capitano Creis che la morte del fratello è stata solo un incidente, questi la condanna a morte perché ritenuta infetta dal terrestre. A questo punto, John riesce a prendere una pistola alla guardia e, con l'aiuto di D'Argo e Aeryn riescono a scappare su Moya e si inoltrano nei territori senza giurisdizione dei pacificatori.
- Guest Star: Murray Bartlett; Greg Blandy; Colin Borgonon; Christine Stephen-Daly; Damen Stephenson; Lawrence Woodward

## Io, ET
- Titolo originale: I, ET
- Diretto da: Pino Amenta
- Scritto da: Sally Lapiduss

### Trama
A bordo di Moya, si innesca una sirena molto fastidiosa. In realtà, si tratta di un radiofaro dei pacificatori che, nel caso in cui venga tolto il collare, invia un segnale di localizzazione alle navi più vicine. Pilota riesce a neutralizzare il fastidiosissimo suono della sirena, ma non il segnale. Un “DRD” tenta di avvicinarsi al congegno dei pacificatori per disinserirlo, ma viene distrutto da un sistema di difesa. A John viene un'idea e così, chiede a Pilota di far atterrare Moya su un pianeta fangoso, in modo da isolare il segnale localizzatore ma, una volta atterrati, Moya comincia a sprofondare nel fango. John, Aeryn e D'Argo scendono sul pianeta in cerca di un materiale in grado di aiutare Moya, mentre Zhaan e Rygel rimangono a bordo del leviatano, per neutralizzare il congegno pacificatore. Sul pianeta, John e gli altri sono costretti a nascondersi quando, un gruppo di abitanti armati, li localizza. D'Argo e Aeryn attirano la loro attenzione dando a John la possibilità di scappare. Su Moya, nel frattempo, continuano le riparazioni. John trova rifugio in una fattoria, dove trova ciò che cerca in grande quantità, ma viene catturato da un bambino e dalla madre di quest'ultimo. In un primo momento, sembrano intenzionati a consegnarlo nelle mani del governo, ma poi ci ripensano e decidono di aiutarlo. Quando sembra che tutto vada per il meglio, D'Argo viene catturato. John chiede alla donna di aiutarlo a liberare l'amico per poter lasciare il pianeta. D'Argo e John, grazie ai loro nuovi amici, fanno ritorno su Moya, riprendendo così il loro viaggio.
- Guest Star: Mary Mara; Cayde Tasker; Boris Brkic

## Esodo della Genesi
- Titolo originale: Exodus from Genesis
- Diretto da: Brian Henson
- Scritto da: Ro Hume

### Trama
Moya si trova nel bel mezzo dei detriti di un asteroide, e qui, involontariamente, prende a bordo degli ospiti inattesi. Oltre a questo, proprio di fronte a loro c'è una nave dei pacificatori che li sta analizzando. Aeryn è preoccupata che quel commando possa fornire a Creis il punto in cui si trovano. Moya non sarebbe in grado di affrontare uno scontro diretto con le forze dei pacificatori. Improvvisamente, su Moya, inizia a far molto caldo. John e Zhaan vanno a controllare le valvole del sistema ambientale, quando John nota la presenza di un grosso insetto. John tenta di catturarne uno e ci riesce, ma lo uccide. Zhaan lo analizza e scopre così che ha lo stesso DNA di John. A questo punto, chiede a John di catturarne un altro, ma vivo, questa volta. Aeryn sta sempre più male a causa del caldo. I sebaceani non resistono alle alte temperature, essendo creature a sangue freddo. John viene aggredito sia da Zhaan che da Aeryn, con la quale ha una colluttazione, ma ha la meglio e scopre che in realtà si tratta di un clone. Rygel viene spedito in ricognizione e scopre il problema, una grossa regina con molte uova, e proprio in quel momento Zhaan viene attaccata da una creatura. Aeryn ha perso i sensi e John si trova davanti al suo clone con il quale cerca di avere un dialogo, ma finisce per eliminarlo. Tramite Zhaan, la rigina Molak si mette in contatto con i nostri dicendo di volersi vendicare perché i suoi cuccioli sono stati attaccati e uccisi senza ragione. Spiegando che deve proteggere la “Genesi”. John riesce a farla ragionare e la regina accetta di abbassare la temperatura di Moya, onde evitare che sia lei che Aeryn muoiano. Purtroppo, la nave dei pacificatori, abborda Moya. I pacificatori scendono a bordo e trovano il cadavere-clone di Aeryn, dopodiché sparano a D'Argo-clone e cercano di prendere il controllo di Moya. Molak, credendo di essere stata tradita, aumenta di nuovo la temperatura, facendo così rischiare Aeryn di entrare nel “Delirio Termico Sebaceano”, e mandando contro i soldati pacificatori i cloni dell'equipaggio. John riesce, con non poca fatica, a convincere Rygel ad avere un incontro-colloquio con la regina Molak. Molak, alla fina, decide di liberare John e D'Argo che riescono a neutralizzare i pacificatori. Molak porta a termine la sua gestazione e lascia finalmente Moya con i suoi piccoli. Aeryn si riprende completamente.
- Guest Star: Damien De Montemas; Jodie Dry

## Un trono perduto
- Titolo originale: Throne for a loss
- Diretto da: Pino Amenta
- Scritto da: Richard Manning

### Trama
A bordo di Moya arriva un gruppo di Talek, ma quello che doveva essere uno scambio pacifico, diventa un conflitto a fuoco. Rygel viene catturato e portato via. D'Argo, dopo aver indossato il guanto di un Talek preso prigioniero, diventa aggressivo e prende il comando di Moya, arrivando a colpire John, Aeryn e Zhaan che volevano fermarlo. Pur di farsi dare il comando, arriva a minacciare Pilota, se non gli darà il comando della nave, lo sradicherà da Moya. Nel frattempo, dal pianeta, i Tablek minacciano di uccidere Rygel se non gli daranno tutto ciò che vogliono. John e Aeryn tentano di stordire D'Argo, ma con scarso risultato. Moya ha un malfunzionamento nel sistema. John ha un'idea che funziona e riescono a togliere il guanto a D'Argo. Sul pianeta, Rygel viene tenuto in prigionia sepolto nella terra. John e Aeryn scoprono che il malfunzionamento di Moya è da attribuirsi a Rygel, il quale ha portato via dalla nave un cristallo rosso essenziale. Aeryn vuole scendere sul pianeta per recuperare la pietra, ma John è contrario e viene così tramortito da Aeryn e trascinato sul pianeta controvoglia. Aeryn si traveste da Tablek e indossa il guanto per avere informazioni su dove tengono prigioniero Rygel. Non ottenendo informazioni con le buone, e sotto l'effetto della droga contenuta nel guanto, Aeryn passa alle maniere forti, quando John fa involontariamente saltare in aria delle armi sovraccaricandole, attirando così l'attenzione del nemico. Rygel è sempre più insofferente alla prigionia. Il Tablek prigioniero su Moya soffre a causa della crisi d'astinenza della droga del guanto, Zhaan lo aiuta a lenire il dolore. Aeryn non vuole togliersi il guanto. John prova a prenderglielo, ma senza riuscirci, quando arriva D'Argo che, colpendola con la sua lingua la tramortisce e il guanto si apre. Rygel tenta di liberarsi, ma viene subito ricatturato. Aeryn e D'Argo risentono dell'effetto postumo del guanto. John localizza la prigione dov'è tenuto prigioniero Rygel e, con D'Argo, lo vanno a recuperare, mentre Aeryn li aspetterà nella retrovia. Zhaan, nel frattempo, socializza col Talek prigioniero. John e D'Argo si trovano in difficoltà, quando arriva Aeryn a toglierli dai guai, purtroppo, D'Argo, viene colpito alla schiena. Aeryn comincia a colpirlo fino a quando il suo sangue diventerà chiaro. Il Tablek a bordo di Moya prova a scappare, in realtà, voleva solo procurarsi della droga, ma Zhaan lo ferma. John indossa il guanto e va a prendere Rygel. Il capo dei Tablek, dopo aver parlato con John, contatta il suo uomo a bordo di Moya, e questi lo convince a lasciarli andare. Una volta recuperata la pietra dallo stomaco di Rygel, Moya può finalmente ripartire.
- Guest Star: John Adam; Jeremiah Tickell; Zoe Dimakis; Api Bavardra

## Ritorno, ritorno e ancora ritorno al futuro
- Titolo originale: Back, back, back to the future
- Diretto da: Rowan Woods
- Scritto da: Babs Greyhosky

### Trama
Moya trova sul suo cammino un'astronave che sta esplodendo. D'Argo e Rygel vorrebbero andarsene, nonostante il parere contrario di Zhaan, quando ricevono una video-richiesta di aiuto e D'Argo cambia improvvisamente atteggiamento, facendoli salire a bordo di Moya. John, incuriosito, sale sulla navetta dei due sopravvissuti, ma viene colpito da una strana scarica di energia verde che gli fa perdere i sensi per pochi istanti. Aeryn vorrebbe sapere cos'è che stanno trasportando a bordo della navetta di così importante, ma sono molto vaghi nel risponderle. John ha delle strane visioni. Zhaan inserisce le coordinate dell'incontro tra i due passeggeri e l'incrociatore Illanico. D'Argo sembra molto preso dalla nuova ospite. Aeryn è salita a bordo della navetta Nacjin, quando la donna l'aggredisce, dicendole che a bordo ci sono solo custoditi dei progetti scientifici. D'Argo intima ad Aeryn di non avvicinarsi più alla navetta e la manda via in malo modo. Aeryn, Zhaan e John parlano di questa situazione e Aeryn manifesta tutta la sua diffidenza nei confronti dei Nacjin, quando John ha un'altra visione, che lo turba non poco, a proposito della donna Nacjin, Matala, così si rivolge a D'Argo per cercare di capire se questo popolo ha qualche strano potere di condizionare la mente, convinto che la donna ci stia provando con lui, suscitando la gelosia di D'Argo. Dopo aver avuto un altro sogno ad occhi aperti, John si rende conto di poter vedere il futuro. In una visione, vede se stesso nella stanza messa a disposizione ai Nacjin con Verel, quando arriva Matala che uccide l'uomo e subito dopo uccide anche D'Argo e lui stesso. Nel frattempo, Aeryn e Matala si recano nella stiva di carico per un allenamento-scontro. Zhaan è preoccupata per Moya, sente che c'è qualcosa che non va, e chiede a Matala se si ricorda quando sono cominciati i problemi a bordo della loro nave, ma la donna nicchia e così si rivolge a Varel, che le conferma le sue preoccupazioni. John continua a vedere la morte di Verel, con dettagli sempre più nitidi. Verel spiega a D'Argo che si trovavano in quel punto dello spazio perché stavano testando una nuova arma per sconfiggere i loro nemici, gli Scorbiani, e che il campo di contenimento ha ceduto, ma che la loro nave non corre alcun pericolo, e gli chiede di aiutarlo. John spiega a Zhaan cosa gli sta succedendo quando ha una nuova visione del futuro, ma peggiorata. Aeryn, durante il combattimento con Matala, scopre che quest'ultima è una Scorbiana. Pilota avverte Zhaan che Moya ha uno squilibrio di fase, così chiama D'Argo. Matala chiede a D'Argo di unirsi alla loro causa. John va da Verel per avvertirlo che Matala è una scorbiana e che vuole ucciderlo. Verel dice a John che soffre di una dislocazione temporale dopo che è stato esposto ad una singolarità quantica, un buco nero, quando è salito sulla loro navetta. Matala e D'Argo raggiungono John e Verel, quando la donna mette ko D'Argo e Verel, ma John si rende conto di avere avuto un'altra visione e di trovarsi ancora nell'alloggio di Zhaan. John scopre che la chiave di tutto è D'Argo. Zhaan riesce a farlo allontanare da Matala con una scusa, ma quando arriva, invece di Rygel, trova Aeryn e John. Verel è riuscito ad ultimare l'arma. John cerca di convincere D'Argo che Matala lo sta usando, ma lui non gli crede, l'unico modo che John ha per convincerlo è di parlargli del suo segreto. Dopo averlo convinto, un incrociatore Illanico si sta avvicinando a Moya, ma scoprono in tempo che sono scorbiani. D'Argo affronta Matala, che ferisce Verel e attacca John, riuscendo poi a fuggire con la sua navetta. Moya parte a starburst appena in tempo, prima che la navetta di Matala esploda.
- Guest Star: John Clayton, Lisa Hensley

## Grazie a Dio è venerdì…di nuovo
- Titolo originale: Thanks God it's friday, again
- Diretto da: Rowan Woods
- Scritto da: David Wilks

### Trama
D'Argo è arrabbiatissimo con John e, non trovandolo, decide di scendere sul pianeta Saikar. Dopo qualche giorno, John, Aeryn, Zhaan e Rygel, decidono di scendere anche loro sul pianeta per trovare D'Argo. Sul pianeta sembrano tutti stranamente felici, anche D'Argo, che non prova più nessun sentimento di collera nei confronti di John, ma Aeryn non ci vede chiaro. Mentre D'Argo si allontana con una donna del posto, si avvicina a loro Volmer, la leader del pianeta. Quando Zhaan le comunica presto lasceranno il pianeta, la donna li invita a restare. Aeryn vorrebbe andarsene, mentre D'Argo sembra intenzionato a rimanere, quando Rygel ha un problemino, emette fiammate dal di dietro. Aeryn è costretta a tornare su Moya con Rygel, mentre John e Zhaan rimangono ospiti a casa di D'Argo, che è in dolce compagnia. Rygel sta sempre più male, quando Aeryn capisce che sono i suoi fluidi che esplodono. Aeryn chiama John e quest'ultimo le dice che dovrà essere lei a fare le analisi del caso a Rygel, anche controvoglia. D'Argo è pronto per un'altra giornata di lavoro, anche se a John risulta come giornata di riposo. John e Zhaan seguono i lavoratori nei campi, quando viene abbordato e rapito da una ragazza del posto, Talga, che, con l'aiuto del padre, gli fanno ingerire un grosso verme, dopodiché perde i sensi. Quando si risveglia è da solo e tutto intontito e affamato. Zhaan e D'Argo parlano su ciò che vogliono fare delle loro vite. Alla fine, anche Zhaan cade sotto l'effetto delle radici, decidendo di rimanere sul pianeta. Aeryn continua ad analizzare il povero Rygel mentre John sta sempre male. Nonostante tutto, John cerca di far ragionare Zhaan e D'Argo, ma senza risultato. Decide d'andare al locale dove incontra Talga con suo padre che gli spiegano che il verme che ha ingerito è l'unica cosa che lo protegga dall'assuefazione della radice. John viene avvicinato da Volmer, con la quale finge di stare “benissimo”. In realtà, Volmer vuole solo avere informazioni su Moya, dopodiché se ne va. Aeryn non vuol proseguire con le analisi su Rygel, ma Pilota le parla di come spesso e volentieri si sente, riuscendo a farle cambiare idea. Aeryn ha capito come poter aiutare Rygel, così chiama John che si trova sul pianeta a lavorare, e gli comunica che Rygel ha solo un'intossicazione alimentare dovuta alle radici che ha mangiato sul pianeta. Comunica poi a John l'intenzione di scendere sul pianeta, ma lui la esorta a non farlo perché ci sono state delle complicazioni, senza scendere nei dettagli. John rapisce Talga, intenzionato a farsi togliere il verme dallo stomaco e a farsi raccontare da quando è cominciata tutta questa storia. La ragazza gli spiega che il raccolto non è per loro, ma per un altro popolo che ogni mezzo ciclo viene a prenderlo, e che il loro pianeta sta pian piano morendo. Mentre stanno parlando, Talga viene chiamata, suo padre sta male. John fa una passeggiata con la leader Volmer che vorrebbe sapere da lui com'è il mondo visto da lassù, e subito dopo lo porta in un grandissimo magazzino pieno di container, che appartengono ai pacificatori. Intanto, Rygel si sente decisamente meglio. Aeryn raggiunge John sul pianeta, mentre Rygel li aspetta a bordo della navetta. Aeryn vorrebbe prendere Zhaan e D'Argo e andarsene, ma John ha un piano. Volmer ordina a John di portarle Aeryn e Rygel, quando la musica si spegne improvvisamente e John dice a Volmer che rivuole i suoi amici, poi ordina a Rygel di far “pipì” sulla folla, spiegando che i pacificatori raccolgono le radici per creare delle potenti armi. John offre il suo aiuto per ribellarsi ai pacificatori. Alla fine riesce a convincerla. Una volta risaliti a bordo di Moya, Aeryn riesce a togliere il verme dallo stomaco di John.
- Guest Star: Angie Milliken; Tina Thomsen; Ken Blackburn

## Il tecnico dei Pacificatori
- Titolo originale: PK Tech Girl
- Diretto da: Tony Tilse
- Scritto da: Nan Hagan

### Trama
Su Moya, viene avvistata una nave abbandonata dei pacificatori, si tratta della “Zerbinium”, ritenuta la più pericolosa nave della flotta. John e Zhaan vorrebbero andarsene, ma per D'Argo e Aeryn è un'opportunità per trovare delle cartine che potrebbero aiutarli a ritornare a casa. John è incredulo nell'apprendere che Aeryn ha vissuto tutta la sua vita a bordo di una nave spaziale. D'Argo, Aeryn e John scendono sulla nave, dove trovano i primi cadaveri. Rygel è rimasto su Moya e Zhaan non si spiega il perché, poi Rygel le spiega che, subito dopo essere stato spodestato dal suo trono, è stato arrestato e imprigionato sulla “Zerbinium” e torturato dal suo comandante. D'Argo trova delle cartine, e John un pannello ancora attivo quando, a sorpresa, vengono attaccati da una pacificatrice. D'Argo vorrebbe ucciderla, ma John glielo impedisce. La donna, Jilina Reneez della squadra di supporto “Tranko”, addetta alla manutenzione, sembra conoscerli molto bene. Aeryn dice a John che la donna è un membro della nave di Creis. Nonostante questo, John sembra l'unico che non voglia farle del male. Su Moya, Zhaan consiglia Rygel di affrontare i suoi demoni scendendo sulla nave. Jilina racconta ai nostri cos'è successo alla nave, dall'attacco da parte di una forza sconosciuta, fino all'abbordaggio e al saccheggio da parte degli “Sheyeng”. D'Argo, Aeryn, John e Jilina ispezionano la nave nella speranza di trovare ancora qualcosa. Rygel è finalmente sceso sulla nave, e ha un alterco con John a causa di Jilina. Rygel ha una visione del suo vecchio aguzzino, Durka. John e gli altri scoprono che sono stati gli Sheyng ad uccidere i pacificatori. Pilota e Zhaan registrano il segnale di una nave, sono gli Sheyeng, stanno tornando indietro per prendere lo scudo protettivo dalla Zerbinium. D'Argo è tornato su Moya per studiare una strategia contro il nemico. Tra John e Jilina sembra esserci un certo feeling. John comunica a D'Argo che, per attivare lo scudo sulla Zerbinium, ci vogliono otto “arn”, ma gli Sheyeng stanno per attaccare. Moya è in pericolo ed è spaventata. D'Argo comincia ad imprecare in “laxan” e Zhaan ordina a Pilota di mandare agli Sheyeng il video di D'Argo. Questi, una volta visto il “laxan”, decidono di interrompere l'attacco. Zhaan prega D'Argo di continuare con questa recita, in modo da prendere tempo per attivare lo scudo. Intanto, i lavori sulla Zerbinium procedono. John cerca di spiegare a Jilina come sono andate veramente le cose con Creis, e la donna sembra credergli. D'Argo ha un confronto con gli Sheyeng e riesce a prendere tempo. Rygel, spinto da Zhaan, ritorna sulla Zerbinium per ritrovare il corpo di Durka e scacciare via il suo demone per sempre. Gli Sheyeng si stanno lanciando a tutta velocità contro Moya e la Zerbinium. È una lotta contro il tempo per attivare lo scudo, ma alla fine ce la fanno e la nave Sheyeng riporta svariati danni. Pilota, però, ha una cattiva notizia per i nostri, lo scudo difensivo presenta diverse falle. Sapendo che sulla Zerbinium ci sono due scudi, John vorrebbe installarne uno su Moya. Jilina, dopo un momento di riluttanza, decide di aiutarli. Un gruppo di Sheyeng decide di abbordare la Zerbinium, solo uno di loro riuscirà a passare lo scudo. John e Jilina, nel frattempo, hanno un momento di intimità, interrotto dall'arrivo di Aeryn, che sembra alquanto gelosa. Rygel trova finalmente il corpo di Durka e si rende conto che era solo un vigliacco che si è tolto la vita per non affrontare il nemico. Uno Sheyeng raggiunge John e Jilina e inizia a sparare palle di fuoco, ma il tempestivo intervento di Aeryn salva i nostri e uccide lo Sheyeng. Nonostante il parere contrario degli altri, John e Aeryn permettono a Jilina di contattare la nave di Creis, senza che loro e Moya vengano coinvolti, dopodiché, riprendono il loro viaggio.
- Guest Star: Alyssa-Jane Cook

## Magia nera
- Titolo originale: That old black magic
- Diretto da: Brendan Maher
- Scritto da: Richard Manning

### Trama
Rygel si è preso l'influenza “clendiana” così John, Aeryn, D'Argo e Zhaan sono scesi su un pianeta per trovargli una medicina. Mentre passeggia per la strada, John incontra un tizio vestito da pagliaccio che sembra sapere molte cose su di lui, e vorrebbe che lo seguisse per conoscere Elot, che è in grado di fare molte cose solo col potere della mente. In un primo momento, John, non è interessato, ma poi si lascia convincere. Nel frattempo, Zhaan sembra trovarsi a suo agio nell'emporio di essenze di Likon. John chiede a Elot di farlo tornare a casa, ma questi gli spiega che non è possibile. Intanto, da qualche parte nei territori inesplorati, il comandante Creis riceve una comunicazione privata dall'alto comando dei Pacificatori. John, non potendo tornare a casa, chiede a Elot, che poi si presenta come Moldis, di poter avere un chiarimento con Creis, per potergli spiegare una volta per tutte quanto è successo. Contemporaneamente, Creis sta ascoltando il messaggio dell'ammiraglio, che gli ordina di abbandonare la caccia a John Crichton, di lasciare i territori inesplorati e di tornare indietro per affrontare il suo fallimento. Creis chiede alla sua vice se vuole eseguire gli ordini dell'alto comando, ma la donna gli giura fedeltà, dopodiché rimane solo e improvvisamente perde i sensi e si ritrova di fronte a Moldis che, in cambio di una lauta ricompensa gli offre la possibilità di avere Crichton. All'esterno, Aeryn e D'Argo trovano il corpo privo di sensi di John. Moldis comunica a John che Creis è lì. Aeryn e D'Argo scoprono che John è stato visto l'ultima volta in compagnia di Moldis. Creis e John cominciano a lottare. Aeryn, D'Argo e Zhaan cercano un modo per aiutare John a risvegliarsi, anche se Likon gli dice che non sarà facile. Creis continua a dare la caccia a John che, a sua volta, continua a nascondersi. Il corpo di John viene riportato su Moya per sicurezza, e Rygel se ne deve prendere cura, anche se controvoglia. Zhaan chiede aiuto a Likon per salvare John e questi le dice che l'unico modo che ha è tirar fuori tutto il male che c'è in lei. John ha la possibilità di uccidere Creis, ma non lo fa. Come prima leione, Zhaan dovrà essere in grado di far soffrire il più possibile un animale indifeso, ma alla fine non ci riuscirà. John e Creis s'incontrano in un punto morto, dove John cerca di farlo ragionare, ma poi arriva Moldis che fa rivivere a Creis un episodio del suo passato dove, poco prima di essere prelevati dai pacificatori senza aver possibilità di scelta, giura al padre che avrebbe sempre protetto suo fratello. E poi gli fa rivivere la morte atroce del fratello carbonizzato, a quel punto perde la testa e si scaglia contro John che riesce a schivarlo e a scappare. Aeryn e D'Argo provano ad abbattere la porta dov'è tenuto John con le loro armi senza riuscirci, e Zhaan gli dice che lei è l'unica in grado di sconfiggere Moldis, dal momento che questi ha una forma incorporea. John capisce che Moldis si nutre della loro collera e lo comunica a Creis, ma senza ottenere niente, l'uomo è deciso a vendicarsi ad ogni costo. Zhaan torna da Likon determinata ad andare fino in fondo e sarà Rygel a pagarne il prezzo, Zhaan concentrerà il suo potere su di lui, ma riuscirà a fermarsi in tempo. Intanto, sulla nave di Creis, tutti vorrebbero che la vice di Creis prendesse il suo posto, dal momento che giace in uno stato di coma, ma lei rifiuta. Aeryn e D'Argo vengono colpiti da un raggio che li tramortisce. John chiede a Creis di unire le loro forze per sconfiggere Moldis, subito sembra essere d'accordo, ma è solo un trucco per avvicinarlo. Rygel crede che John sia morto, così decide di fargli un funerale “aineriano”, dopodiché cerca di prendere tutte le sue cose come eredità. John sfida Creis e, mentre combattono, Zhaan unisce le sue forze con Likon per sconfiggere Moldis. Quando John sembra avere la meglio su Creis, Moldis rimanda quest'ultimo indietro sulla sua nave. Il piano di Moldis è di far avvicinare Creis il più possibile al suo pianeta per impossessarsi della sua nave e questo grazie all'odio che prova nei confronti di John. Quando Moldis sta per uccidere John, arriva Zhaan che lo rende mortale e John ha la possibilità di eliminarlo. John si risveglia a boro di Moya, sotto lo sguardo incredulo di Rygel che lo sta “derubando”! anche Zhaan si risveglia, ma Likon sta morendo. Creis, dopo essersi accertato che solo lui e la sua vice comandante sono a conoscenza del messaggio contenuto nel video, la uccide e ordina di proseguire il viaggio nei territori inesplorati. Zhaan è molto turbata da quanto è successo, John vorrebbe aiutarla, ma lei ha una reazione alquanto violenta, poi se ne va.
- Guest Star: Chris Haywood; Lani Tupu; Grant Bowler

## Lo Scienziato folle
- Titolo originale: DNA Mad Scientist
- Diretto da: Andrew Prowse
- Scritto da: Tom Blomquist

### Trama
D'Argo, Aeryn, Zhaan e John sono su un pianeta dove uno scienziato, Namtan, sta prelevando dei campioni di DNA ad ognuno di loro, in cambio gli darà delle mappe stellari per tornare ai loro pianeti. La sua banca dati contiene informazioni su più di 11 milioni di specie aliene. Zhaan riesce a vedere il suo pianeta. Namtan chiede un compenso a Rygel, ma quando questi gli fa capire che non hanno molto a disposizione, lo scienziato gli dice che accontenterà le loro richieste in cambio di un braccio di Pilota. Purtroppo per John, nella sua banca dati non c'è nessuna informazione sulla Terra. L'unica che non si è sottoposta all'esame è Aeryn, convinta, essendo una pacificatrice rinnegata, di non avere più un posto in cui tornare. Zhaan, D'Argo e Rygel tagliano via con la forza un braccio a Pilota, dopodiché lo portano a Namtan, che gli dice che ci vorrà un po' per caricare le mappe nel cristallo, così, fanno ritorno su Moya. John va a vedere come sta Pilota e si stupisce molto nel constatare che quest'ultimo non è arrabbiato per quanto gli hanno fatto, ma quest'ultimo gli fa capire che per lui è stato uno scambio equo. Aeryn è arrabbiata con D'Argo e Zhaan per quello che hanno fatto e si domanda se sarebbero disposti anche a far del male anche ad uno di loro pur di tornare a casa, e la loro risposta è affermativa. John è giù perché si rende conto che lui e Aeryn rimarranno gli unici a bordo di Moya. Aeryn gli spiega che, da quando è nata, lei non è mai stata da sola e John le propone che se mai troverà la Terra, la porterà con sé. D'Argo comunica a Rygel che il cristallo sta arrivando. Zhaan e D'Argo parlano a proposito di Namtan e D'Argo è convinto che il suo sapere è sprecato su un pianeta così, sarebbe da sfruttare a scopo bellico, dopodiché discutono su chi di loro dovrà andare a casa per primo. Aeryn cambia idea e si reca da Namtan per partecipare all'esperimento. Finalmente il cristallo è arrivato, ma i dati contenuti al suo interno sono troppi e Moya non riesce a gestirli, risulta così inutilizzabile, a meno che non sopprimano due mappe e ne tengano una sola. Rygel vorrebbe convincere Namtan a fornirgli tre cristalli, ma alla domanda di Pilota su cosa sarebbe disposto a rinunciare, questi ruba il cristallo e scappa. Aeryn comincia a sentirsi male. D'Argo va da Rygel per prendere il cristallo, ma questi lo ha nascosto. D'Argo gli propone di allearsi contro Zhaan, in cambio, una volta che sarà tornato a casa, lo aiuterà con il suo esercito a riprendersi il trono, ma Rygel non accetta. Aeryn nota che il suo corpo sta mutando, così si reca di nuovo da Namtan per avere una spiegazione e lo aggredisce, ma è troppo debole e lo lascia andare. Questi le comunica che si trova nella fase uno e che presto entrerà nella fase due dell'esperimento. D'Argo e Zhaan si alleano contro Rygel. Aeryn parla con Pilota e gli spiega che riesce a percepire tutto ciò che prova anche lui, e gli mostra il cambiamento, quando arriva John che vede e rimane senza parole; Aeryn ha molta paura. Zhaan dà del cibo a Rygel e gli propone una collaborazione contro D'Argo, ma Rygel non ci casca. John e Aeryn tornano sul pianeta, la donna si sente veramente male. John incontra Cornata, l'assistente di Namtan, ma questa si mette ad urlare, richiamando l'attenzione dello scienziato. John gli ricorda che avevano un accordo, ma questi gli dice chiaro e tondo che non c'è mai stato niente, poi lo colpisce. Chiama a sé Aeryn e le fa notare che è entrata nella fase due. Aeryn spara a Namtan, ma questi, con grande stupore di tutti i presenti, si rigenera e colpisce nuovamente John. D'Argo e Zhaan tornano da Rygel per comunicargli che ha vinto lui, ma Rygel non c'è e, in un momento di distrazione, li rinchiude nella cella. Cornata dice a John di andarsene, ma lui chiede il suo aiuto. La donna dice a John che lei è una scienziata e che Namtan, in realtà, era una cavia del suo laboratorio che, una volta evolutosi ha avuto il sopravvento su di lei, iniettandosi di volta in volta materiale genetico di altre specie aliene. Aeryn, intanto è quasi mutata completamente. Su Moya, intanto, Rygel sta per usare il cristallo, mentre Zhaan e D'Argo discutono ancora su chi ha torto o ragione. Cornata è andata da Pilota per trovare una cura per Aeryn. Quando Pilota comunica che Rygel sta per azionare il cristallo, Cornata dice a John che se lo farà, tutti i dati di Moya verranno cancellati. Era un trucco di Namtan per non farli ripartire. John corre da Rygel, prende il cristallo e lo distrugge, sotto gli occhi increduli degli altri. Pilota comunica a John che il siero è pronto. John si reca da Namtan che lo minaccia di morte se tenterà di ostacolarlo, ma John chiede solo di poter vedere Aeryn, dando il tempo a Cornata di preparare il composto per far mutare Namtan. Mentre John lo distrae, Cornata glielo inietta e funziona, Namtan torna al suo stato primitivo. John può ora iniettare il siero nell'occhio di Aeryn. John cerca di risollevare il morale di Aeryn, ora tornata alla normalità, che confessa a John di sentirsi molto cambiata dopo quest'esperienza. Pilota ha riavuto il suo braccio e D'Argo, a modo suo, gli sta facendo le sue scuse, ma allo stesso tempo gli fa capire che, se si dovessero trovare di nuovo in una circostanza simile, sarebbe disposto a rifarlo.
- Guest Star: Adrian Getley; Sarah Burns

## Segreti
- Titolo originale: They've got a secret
- Diretto da: Ian Watson
- Scritto da: Sally Lapiduss

### Trama
John sta aiutando Aeryn a rimuovere dei congegni dei pacificatori da Moya, anche se sembrano essercene parecchi. D'Argo trova un congegno dei pacificatori e chiede a Pilota di aiutarlo a rimuoverlo, ma le comunicazioni sono disturbate e D'Argo viene colpito da una forte scarica elettrica e precipita giù per un condotto. John, Aeryn e Zhaan, dopo averlo sentito urlare, chiedono a Pilota dove si trovi, ma non riesce a rilevarlo, la sua ultima posizione era il livello 21. Intanto, D'argo, comunica agli altri di aver trovato un altro congegno dei pacificatori e chiede assistenza, ma le comunicazioni sono sempre disturbate. D'Argo prende a calci il congegno che esplode e lo eietta nello spazio. Aeryn esce con la sua navetta nello spazio per recuperarlo ma, una volta portato a bordo dopo aver trascorso trenta minuti nello spazio, il suo corpo è congelato. Grazie alla sua robusta corporatura “laxan”, sopravvive, ma sembra aver subito dei danni dal momento che scambia Zhaan per sua moglie Lo'Laan, dopodiché perde di nuovo i sensi. Moya continua ad avere degli sbalzi di corrente. John e Aeryn decido d'andare nel luogo dove D'Argo è sparito. Pilota nota che i DRD non rispondono, ma anche lui risulta fuori fase, come Moya. John e Aeryn incontrano dei DRD che li attaccano con una sostanza collosa che blocca Aeryn a terra. John chieda a Zhaan di dargli qualcosa per liberare Aeryn dalla “supercolla”, e nota che c'è la stessa sostanza trovata su D'Argo, che potrebbe averne respirata e ingerita una parte. John chiede a Zhaan se questa potrebbe essere la causa del suo malessere. Zhaan gli dice che pensa sia questa la causa, dato che si tratta solo di particelle biomeccanoidi, ma che ha ragione perché sono frammenti della struttura biopolimerica di Moya che provengono dall'esplosione. John va a liberare Aeryn con una sostanza gialla. John è convinto che tutti i problemi di Moya siano dovuti ad un virus biomeccanoide lasciato dai pacificatori che li sta contagiando tutti attraverso i condotti dell'aria. D'Argo continua a credere che Zhaan sia sua moglie, anche se lei ancora non lo sa. John è convinto che i sebaceani siano molto fortunati ad essere immuni da ogni malattia, a differenza dei terrestri che si ammalano e muoiono. Pilota comunica a John e Aeryn che c'è stato un vero e proprio sabotaggio. Moya comincia a perdere il controllo, ha delle gravi fluttuazioni chimiche, ma Aeryn, grazie alla sua precedente esperienza, riesce a riportarla in assetto. Nel frattempo, Rygel si introduce nella stanza di D'Argo per rubargli delle cose, ma questi si sveglia e lo scambia per Jothee, suo figlio, e gli fa un discorso da padre a figlio. Intanto, John e Zhaan, sono in laboratorio. Aeryn gli comunica di aver scoperto che a Pilota non arriva nutrimento e questa potrebbe essere la causa del suo svenimento. John pensa che sia a causa del virus, ma Zhaan nota che le particelle non sono un organismo distinto come lo sono i virus ma sono composte del materiale genetico di Moya, e che devono essere frammenti dell'esplosione. John va a cercare D'Argo, che dovrebbe essere con Rygel, ma non c'è. John riesce a trovarlo, ma viene scambiato per Mekton Tal, fratello di Lo'Laan. Poi ha un momento di lucidità e ricorda di aver trovato uno scudo dei pacificatori, ma poi si perde di nuovo nel suo delirio. Aeryn chiede a John se D'Argo è in grado di aiutarli, ma la risposta è negativa. John viene bloccato dai DRD ed è costretto a trovare una strada alternativa, ma si ritrova circondato da centinaia di DRD pronti a sparargli, bloccati tempestivamente da Aeryn. John scopre che è proprio Moya a controllarli, ma non capisce perché li fa agire così, forse ne è inconsapevole. John cerca un accesso diretto alle funzionalità di Moya e scopre che si trova da Pilota. Rygel si fa portare da D'Argo al centro comando, poi vengono raggiunti da Zhaan e John che continuano con la messinscena. Zhaan chiede a D'Argo di aiutarla, quando D'Argo scambia di nuovo John per Mekton che cerca di scatenargli una reazione per farlo rinsavire, ma D'Argo parla accusa John/Mekton di aver ucciso Lo'Laan e di aver fatto ricadere la colpa su di lui perché non accettava il fatto che una sebaceana potesse amare un laxan. E chiede scusa a Rygel/Jothee per averlo abbandonato, ma era l'unico modo per salvargli la vita. Fu Mekton ad arrestarlo, con ancora le mani sporche del sangue di sua sorella. Poi mostra loro una foto di sua moglie, una sebaceana, e di suo figlio. Aeryn si trova nel punto di accesso delle funzioni di Moya, dove ha quasi terminato la procedura di arresto. Mentre John entra nel tunnel in cui è precipitato D'Argo. Dopo aver trovato il pannello, decide di scendere ancora più in profondità, dove trova un ingresso, una specie di caverna. Aeryn sta per tranciare il cavo delle funzioni primarie di Moya quando John capisce che Moya è incinta e che stava solo proteggendo il suo piccolo. Aeryn viene interrotta in tempo. John capisce che il piccolo, per non morire, ha bisogno dei DRD, così ordina ad Aeryn di riattivarli. Poi cerca di comunicare con Moya per dirle che non è loro intenzione far del male al piccolo e che non c'è bisogno di uccidere loro e Pilota. Moya sembra convinta e riattiva le funzioni primarie della nave. Pilota sta meglio e spiega che Moya ha dovuto reindirizzare alcune funzioni per alimentare il piccolo e che nei giorni a venire non sa cosa dovranno aspettarsi riguardo alla gravidanza. D'Argo ringrazia Aeryn per averlo salvato, e le chiede se prova disgusto per il fatto che lui amasse, ricambiato, una sebaceana, ma la risposta è l'esatto contrario.
- Guest Star: Alison Fox (Lo'Laan); Grant Magee (Jothee)

## Finché il sangue non scorre chiaro
- Titolo originale: Till the blood runs clear
- Diretto da: Tony Tilse
- Scritto da: Doug Heyes, Jr.

### Trama
John e Aeryn sono usciti nei pressi di un pianeta con il modulo di Crichton. I due si mettono in contatto con Pilota, ma improvvisamente perdono il controllo. Un fascio di luce avvolge Moya, e Zhaan, essendo una Delviana, una razza antichissima di piante senzienti altamente evolute, ne è particolarmente attratta. Passata “l'estasi”, Zhaan dice a Pilota di portare Moya all'ombra del pianeta. John vuole ricreare le condizioni di quando ha aperto il tunnel spaziale che lo ha condotto li, e davanti a lui se ne apre uno, ma risulta essere instabile. Nonostante Aeryn tenti di non farsi risucchiare al suo interno, John sembra essere da un'altra parte con la testa, ma improvvisamente si riprende e porta il modulo fuori dal tunnel spaziale appena in tempo. Zhaan, D'Argo e Rygel non li rilevano più sul monitor e, dal momento che Moya sta meglio, D'Aro vorrebbe lasciare l'orbita del pianeta, ma Zhaan è continuamente attratta dalle radiazioni ioniche. John comunica che sono riusciti a ricreare il tunnel spaziale e che per questo vorrebbe rimanere ancora un po', ma Aeryn rileva un problema, c'è una perdita di plasma e, nonostante gli venga detto di abbandonare il modulo nello spazio, John è deciso a scendere sul pianeta per farlo riparare. Il capo officina Ferlok comunica a John che riusciranno a ripararglielo, anche se dal suo punto di vista non ne vale la pena dato che è un mezzo assai primitivo. John viene a sapere che i brillamenti stanno per terminare, e i prossimi ci saranno tra 4,8 cicli, quindi insiste con Ferlok perché velocizzi le riparazioni. Dopo alcune insistenze, Ferlok dice che farà il possibile, e gli dà degli occhiali per proteggersi gli occhi. A causa delle radiazioni, le comunicazioni con Moya sono interrotte. Mentre stanno passeggiando, Aeryn e John trovano un radiofaro di ricerca che sta trasmettendo un messaggio di Creis dove promette una ricompensa a chi gli porterà i fuggitivi D'Argo, Zhaan e Rygel. Poi vengono abbordati da due cacciatori di taglie con i quali hanno un lieve contrasto che John saprà risolvere. Si tratta di due “Vurkaniani”, Rorf e sua moglie Ror. Intanto, su Moya, D'Argo insiste per andarsene, mentre Zhaan vuole rimanere lì per sempre. D'Argo è sceso sul pianeta per recuperare John e Aeryn e poter riprendere il viaggio. John riesce a scoprire che quei radiofari sono sparsi un po' ovunque, e contengono diverse informazioni sui fuggitivi, poi propone una collaborazione ai “Vurkaniani”. Aeryn riesce ad aprire l'intero file del radiofaro, dove anche lei risulta essere ricercata, e dove Creis le promette che se ritornerà coi prigionieri, verrà perdonata e reintegrata. Aeryn sembra pensarci seriamente. D'Argo è atterrato col modulo di Aeryn, quando viene raggiunto dai Vurkaniani e catturato. Intanto procedono le riparazioni del modulo di John. Farlok propone nuovamente a John di venderglielo e iniziano a parlare di tunnel spaziali, poi gli propone di acquistare un predatore dei Pacificatori appena arrivato. John si precipita fuori e si rende conte che D'Argo è stato catturato dai Vurkaniani, e chiede loro di consegnarglielo, ma D'Argo lo chiama Crichton, rischiando di compromettere la sua copertura, dopodiché viene portato in un posto dove lo legano e lo torturano per farlo parlare, ma John riesce a salvarlo, almeno per il momento. Aeryn è spazientita da Ferlok quando si accorge che un operaio sta cercando di accedere alla memoria del modulo di Crichton. Si getta contro l'uomo, ma viene tramortita. Al suo risveglio, la stessa persona tenta di ucciderla, ma Ferlok la salva, ma Aeryn non ci vede più. Zhaan si sente particolarmente bene tanto da scherzare con Rygel, poi decide di scendere sul pianeta a cercare D'Argo. Anche Zhaan viene individuata dai Vurkaniani che la vorrebbero catturare. John apprende che Aeryn, a causa di un brillamento mentre lottava, ha perso la vista. D'Argo si riprende e tenta di liberarsi. Zhaan riesce a mimetizzarsi e scampa al pericolo, ma un brillamento la destabilizza. D'Argo s'è liberato e attacca John. I due litigano, ancora, ma alla fine arrivano ad un compromesso. Aeryn è convinta che Ferlok non voglia riparare il modulo di John. D'Argo vuole riportare Aeryn su Moya quando vengono attaccati dai Vurkaniani. Aeryn esce col radiofare e, prima che venga colpita, John riesce a salvarla. Aeryn fa partire un messaggio i cui Creis comunica che non ci sarà più nessuna ricompensa per la cattura dei fuggitivi. A quel punto i Vurkaniani se ne vanno. John chiede ad Aeryn come ha fatto a manomettere il radiofaro e lei le dice di essere stata aiutata da Ferlok. Zhaan comunica a John che i brillamenti sono cessati. Il modulo è pronto e Aeryn sta riacquistando la vista. John chiede ad Aeryn se crede veramente alle parole di Creis, ma Aeryn sa che il suo reintegro non sarebbe quello che vorrebbe lei. Poi chiede a John se può pagare un debito che ha contratto con Ferlok, ma John non ha niente di valore, potrebbe darle le registrazioni dei dati sui tunnel spaziali, ma Ferlok li vuole in esclusiva. Alla fine John glieli dà.
- Guest Star: Magda Szubanski; Jeremy Sims; Jo Kerrigan

## Rapsodia in blu
- Titolo originale: Rhapsody in blue
- Diretto da: Andrew Prowse
- Scritto da: David Kemper; Ro Hume

### Trama
John è in compagnia della sua fidanzata, Alex, che gli comunica che presto si trasferirà a Stanford, dall'altra parte del continente, proprio quando John voleva proporle di sposarlo, quando si ritrova scaraventato a terra. Moya è partita a starburst senza un motivo apparente, causando alcuni problemi al suo equipaggio che, fino a quel momento, stavano avendo dei sogni riguardanti la loro sfera affettiva. Pilota comunica che Moya ha creduto di sentire una richiesta d'aiuto da parte di un'altra nave leviatana, ma sui monitor non risulta niente, quando ricevono una trasmissione dal pianeta, in cui fanno precisa richiesta di vedere Zhaan. Aeryn, John e Zhaan atterrano sul pianeta, dove una Delviana, Pa'u Tal'en, gli spiega che la loro nave, dopo lo schianto, s'è fusa con la roccia. Zhaan riconosce che è una colonia missionaria. Zhaan è turbata dall'abuso dell'inganno di Tal'en, ma questa le fa capire che era l'unico modo per condurla da loro. Dopodiché, li conduce all'altare dell'essenza, per ristorarsi, e dato anche che la superficie del pianeta è tossica. Tal'en offre a John del cibo per rifornire la stiva di Moya, aiutato dalla sacerdotessa Lorana. Mentre John si dà alla “pesca”, Aeryn manifesta apertamente la sua diffidenza nei confronti dei delviani, mentre lui ne è entusiasta. Zhaan vuol sapere il motivo per cui è stata portata li, e Tal'en le spiega che hanno bisogno del suo aiuto per ritrovare loro stessi dalla follia. Ma Zhaan dice di non essere in grado di farlo. Tal'en le dice che Pa'u Tusak, suo padre è già irrimediabilmente compromesso. John ha un altro flashback di quando era bambino, ma Tal'en ne altera il ricordo e Zhaan le ordinerà di ripristinargli la memoria. D'Argo comunica a Rygel che le scorte alimentari sono a bordo, e manifesta la sua preoccupazione nei confronti della sincerità dei deviani. John incontra Pa'u Tusak che gli dice di non toccare la radice della santità perché per lui è un veleno mortale. Poi gli dice che è pazzo e che Zhaan è in pericolo. Aeryn entra nel santuario e viene cacciata in malo modo da un deviano in quanto lei è una pacificatrice. Decide così di ritornare su Moya. Lorana e Asko discutono su quanto sta accadendo, ma la donna gli dice che non possono fare altrimenti. John propone a Zhaan di portarli tutti a bordo di Moya, ma Tal'en gli dice che nemmeno loro sanno bene dove si trovino. Tal'en chiede a John di aiutarli e per questo Zhaan le dice di mostrargli un avvenimento del suo passato, la ragione per la quale era in prigione, ovvero, l'omicidio del suo uomo, Pi'Tal, un uomo spirituale che ingaggiò i pacificatori per mantenere la pace, ma la popolazione si ribellò e fece un colpo di Stato. Zhaan vogliono che lo faccia di nuovo, per riprendere il potere. Zhaan spiega a John che se non li aiuterà, finiranno tutti per impazzire. Decide così di fondersi con Tal'en, donandole una parte di sé. Aeryn si sente in colpa per aver lasciato John e Zhaan sul pianeta, così, con D'argo, decidono di scendere a riprenderli. Ma i deviani non li vogliono ed escogitano un piano per farli rimanere su Moya, alterando le loro menti. John vede Alex, in realtà si tratta di Lorana, che gli fa credere di essere la sua copilota nella missione spaziale. Zhaan incontra Pa'u Tusak, a cui chiede consiglio e questi le dice che Tal'en userà il potere donatogli per far del male. Aeryn, D'Argo e Rygel vengono bloccati su Moya. Zhaan acconsente di fondersi con Tal'en, i loro spiriti sono uniti, ma Tal'en ruba tutto ciò che può dalla mente di Zhaan, facendola regredire a Pa'u di primo livello. John chiede a Zhaan cos'è successo, e vedendola in difficoltà cerca di spronarla a ricominciare. Ma Zhaan gli dice che aveva raggiunto quei risultati in diciassette cicli e che non ha più la forza per ricominciare tutto da capo. John va a cercare Tal'en, ma trova Alex, che cerca di confondergli le idee, quando Pilota lo contatta per dirgli che a bordo di Moya si stanno comportando tutti in modo strano. John entra nel tempio e ordina a Tal'en di trovare una soluzione per aiutare Zhaan, ma Tal'en ordina a Lorana e ad Asko di neutralizzarli. John reincontra Alex che, attraverso dei flashback del passato cerca di convincerlo che si sono sposati, ma John è confuso, allora la ragazza gli dice di scegliere tra lei e Zhaan e lui sceglie lei. Tal'en parla col padre, Tusak, e che considera una minaccia per i suoi propositi e di conseguenza lo uccide. John vorrebbe ritornare su Moya con Zhaan, ma la donna sembra intenzionata a rimanere li per aiutare Tal'en. John le parla di Alex, ma Zhaan non sa di chi stia parlando. John si incontra con Alex che gli chiede perché ci tenga tanto a Zhaan e lui le dice che in diverse occasioni ha rischiato la vita per quella degli altri e che le vuole bene. A quel punto, Lorana gli confessa tutto el'inganno e poi gli dice come poter aiutare l'amica. Dal pianeta, Asko comunica a D'Argo, Aeryn, Rygel e Pilotaq che tutti i loro ricordi sono stati ripristinati e che hanno un piano. D'Argo gli concede due arn per sistemare le cose. Tal'en viene a sapere che John e Zhaan sono tornati in superficie; in realtà, John vuole fare una fusione con Zhaan. Nonostante la riluttanza di quest'ultima, alla fine acconsente e i due si uniscono divenendo un'unica coscienza. John riesce a salvare lo spirito di Zhaan. Poi si dirige alla radice della santità per distruggerla. Tal'en interviene per distruggere la mente di John, ma Zhaan, divenuta una Pa'u di decimo livello, la neutralizza, dopodiché esce dalla stanza con John e ripone la tonaca perché le sembra un sudario.
- Guest Star: Kate Raison; Max Phipps; Darlene Vogel

## Il Flax
- Titolo originale: The Flax
- Diretto da: Peter Andrikodis
- Scritto da: Justin Monjo

### Trama
Aeryn ha portato John nello spazio con una navetta di Moya per insegnargli a pilotarla. Improvvisamente, la loro navetta va a sbattere contro qualcosa che i sensori non rilevano, è il “flax”. Su Moya, Rygel, parlando del suo passato, fa spazientire Zhaan, e D'Argo è infastidito dalla gravidanza di Moya, quando Pilota rileva una nave sconosciuta da cui arriva una richiesta di salire a bordo. Dopo aver acconsentito, a bordo sale Stents, un rifiutologo appartenente alla razza degli “Yetanen”, che offre loro aiuto per uscire da quel punto di spazio senza finire nella rete del flax, messa dai pirati “Zeretan”, poi si mette a giocare con Rygel. John cerca di stabilizzare la navetta, quando ricevono un segnale di comunicazione ma, essendo privi di energia, non riescono a sentirlo. D'Argo fa delle ricerche su Stents e scopre che ha una fedina penale molto lunga ed è un ex prigioniero dai pacificatori. A causa di questo, Zhaan e D'Argo si ritrovano a discutere. Mentre Stents sta ancora giocando con Rygel, arriva D'Argo che lo aggredisce. Stents confessa di essere stato, in passato, un pirata Zeretan, ma dopo essere stato picchiato selvaggiamente, li aveva lasciati. Nel frattempo, sulla navetta, Aeryn e John preparano una boa con una richiesta di aiuto nella speranza che Moya la trovi, dal momento che le comunicazioni sono interrotte. D'argo nota che ai piedi di Stents ci sono un paio di stivali Laxan che si possono togliere solo ad un morto, ma questi gli spiega che il proprietario era già trapassato quando lui glieli ha presi e che sa dov'è la nave in questione. D'Argo gli dice di condurlo su quella nave per poter recuperare le fibre cartografiche e in cambio gli lascerà prendere tutto il resto. John e Aeryn provano a liberarsi dal flax, ma senza nessun risultano se non quello di provocare danni alla navetta. Zhaan riceve il messaggio di John e Aeryn, mentre D'Argo e Stents partono alla volta della nave Laxan, sulla navetta di quest'ultimo che è alquanto fatiscente. Davanti alla prospettiva di aspettare i soccorsi, John e Aeryn decidono di riparare la navetta. Stents incrocia la nave di Cradich, il suo ex capo che ha tradito, ma li passa via, dirigendosi verso Moya. D'Argo avverte Zhaan e Rygel, che li dovranno distrarre il più a lungo possibile. Cradich chiede a Zhaan se per caso hanno incontrato Stents, per non rispondergli gli presenta Rygel. Cardich nota che possiede molti cristalli “kredik” e Rygel lo sfida a giocare. Intanto, John e Aeryn, per riparare la navetta, la devono pressurizzare. Mentre D'Argo e Stents rimangono intrappolati nel flax, Rygel continua a giocare con Cradich, aumentano la posta in gioco. John e Aeryn hanno un problema, un casco della tuta è rotto, uno dei due dovrà morire per qualche minuto, e toccherà a John, mentre Aeryn dovrà fare le riparazioni. John, non fidandosi troppo delle tecnologie sebaceane, le insegna la rianimazione terrestre. Aeryn avrà a sua disposizione 180 microt (4-5 minuti). Su Moya, Rygel usa una mossa di Stents, insospettendo Cradich. D'Argo e Stents riescono a liberarsi dal flax. Aeryn fa uscire l'ossigeno dalla navetta. Rygel si gioca Moya, ma Cradich rifiuta l'offerta, a quel punto, Rygel gli propone informazioni che riguardano Stents. Quest'ultimo registra una forte presenza di atmosfera, dando John e Aeryn per morti. Ora hanno tutto il tempo che vogliono per ispezionare la nave Laxan. Rygel perde contro Cradich che pretende in cambio le informazioni. Zhaan è molto arrabbiata, ma Rygel era d'accordo con Pilota e ha perso apposta per dargli informazioni errate. Aeryn riesce a rianimare Crichton. D'Argo si trova davanti a un dilemma, salvare i suoi amici o prendere le mappe che gli permetterebbero di trovare suo figlio. D'Argo decide di tornare indietro. Aeryn e John si baciano e, mentre si stanno spogliando, una navetta attracca, è D'Argo che intuisce qualcosa. Stents si rivela essere una femmina della sua specie ed è innamorata di D'Argo! Quest'ultimo, ritornato su Moya, parla con Zhaan e le dice di sentirsi un fallito perché, in un momento in cui avrebbe dovuto avere le idee chiare, ha quasi ucciso i suoi amici e ha perso l'opportunità di ritrovare suo figlio. John dice ad Aeryn che quanto è successo tra di loro non accadrà mai più.
- Guest Star: Rhys Muldoon; John Bachelor; David Bowers

## Il Masata
- Titolo originale: Jeremiah Crichton
- Diretto da: Ian Watson
- Scritto da: Doug Heyes, Jr.

### Trama
Su Moya c'è un guasto che Pilota imputa alla sua gravidanza, ma D'argo è convinto che sia colpa dei gas del carburante della navetta di Crichton. Questi, stanco di tutto e di tutti, decide di uscire con la sua navetta. Moya, sentendosi in pericolo, parte a starburst, abbandonando John da solo nello spazio. John si trova su un pianeta, Aquara, da dove è impossibile andarsene a causa di un campo di forza. Qui vive poco fuori dal villaggio del popolo del luogo. Una donna, Nishala, sembra avere un debole per John, cosa che scatena la gelosia di Roko, innamorato della donna, che nutre così una forte antipatia per Crichton. Moya entra nell'ennesimo sistema che questa volta potrebbe essere quello giusto. Zhaan rimprovera il comportamento di John e sottolinea il fatto che, per cercarlo, i pacificatori potrebbero rintracciarli. Nel frattempo, sul pianeta, John viene convocato dal capo villaggio, Kadori, nonché padre di Nishala, che lo invita a sedersi accanto a lui, poiché la figlia sembra essere interessata all'uomo e gli spiega che, nelle loro usanze, è la donna che sceglie il proprio compagno. La sacerdotessa, madre di Roko, esorta il figlio a conquistare il cuore della ragazza, per non perdere ricchezza e potere. Rygel e D'Argo atterrano su Aquara, dove intercettano la navetta di John, ma tanto la spada qualtar che il trono perdono improvvisamente energia. Zhaan vorrebbe scendere sul pianeta, ma Aeryn glielo impedisce, così finiscono per discutere e minacciarsi a vicenda. John viene attaccato dagli uomini di Roko, ma il tempestivo intervento di D'Argo salva l'amico e li mette in fuga, ma Crichton non lo accoglie certo a braccia aperte. Roko va da Kadori e accusa D'Argo di averlo attaccato senza motivo. La madre del ragazzo minaccia Kadori se non farà qualcosa. John accusa Rygel e D'Argo di averlo abbandonato, ma quando gli dicono che in realtà sono tre mesi che lo stanno cercando in ogni angolo di spazio, cambia atteggiamento, ma purtroppo, entrambi sono bloccati sul pianeta. Aeryn, grazie a Moya, trova una biostampa topografica del pianeta, ma nonostante questo sarà un'impresa molto difficile. John, parlando con D'Argo, gli dice che vorrebbe fermarsi su Aquara perché, da quando è in quella galassia, è la prima volta che si sente in pace. Nishala si reca da John dove incontra D'Argo. La donna lo accusa di avere aggredito Roko, ma gli spiega che, in realtà, l'uomo aveva attaccato John, a causa della sua gelosia nei confronti di quest'ultimo. Mentre si stanno recando al villaggio, Roko li cattura per portarli al villaggio come prigionieri, Rygel si nasconde, ma viene preso anche lui. John accusa Roko di aver organizzato tutto. Kadori gli dice che secondo la loro legge, chiunque attacchi le guardie reali è condannato a morte, ma siccome ritiene che la colpa non sia tutta loro, li condanna a dieci cicli di lavori. Rygel non respira ed esce dal sacco e gli aquarani lo scambiano per il “Masata”, colui che li libererà. Viene condotto nella capanna di Kadori dove viene trattato come un dio. Nel frattempo, su Moya, Aeryn e Zhaan trovano il punto focale dove viene assorbita l'energia e rintracciano le tracce vitali degli amici. D'Argo comunica a Rygel che gli stanno preparando un altare dove verrà eletto Masala e lui compiere la profezia. Al che, chiede alla sacerdotessa di poter visionare il libro sacro, il “Timbala”, scritto in aeriano antico. Nishala è arrabbiata con John per non averle parlato del Masata. Poi gli spiega la profezia che dice che il Masata li condurrà li condurrà via dal pianeta, per condurli alla luce, ma se dovesse fallire, verranno tutti uccisi nel modo peggiore. La festa ha inizio e devono trovare una soluzione. Rygel scopre che fu Rygel Decimo a bloccare gli Aquani sul pianeta, a esiliarli, e vorrebbe dir loro la verità, ma D'Argo lo esorta a non farlo. John raggiunge D'Argo e Rygel, ma mentre parlano entra la madre di Roko che sente tutto. Zhaan e Aeryn sono pronte a lanciare un congegno che contiene un messaggio che dovrebbe permettergli di comunicare, ma subito dopo il lancio, perdono il segnale, ora devono solo aspettare e sperare. Rygel parla al popolo di Aquara, ma la sacerdotessa lo smaschera. Le cose si mettono male. John e D'Argo riescono a fuggire, mentre Rygel viene catturato. Il dispositivo di Zhaan e Aeryn atterra nell'acqua e John e D'Argo lo trovano. Rygel sta per essere giustiziato quando John e D'Argo arrivano per spiegare come stanno realmente le cose. John spiega che c'è un congegno che assorbe l'energia dei loro macchinari e che i loro avi, d'accordo coi sacerdoti, li hanno traditi per tenerli bloccati sul quel pianeta. A quel punto, Roko attacca D'Argo e colpisce John facendolo finire a terra, dove vede le impronte di piedi aineriani, al che prende Rygel e lo appoggia sopra. Improvvisamente il suo trono riacquista energia e lo fa volare, facendo così avverare la profezia. John decide di ritornare su Moya.
- Guest Star: Natalie Mendoza; Kevin Copeland; John O'Brien; Deni Gordon

## Il ritorno di Durka
- Titolo originale: Durka returns
- Diretto da: Tony Tilse
- Scritto da: Grant Mcaloon

### Trama
A causa della sua gravidanza, Moya ha seri problemi con lo starburst. Una volta usciti dallo starburst, Moya si scontra con una nave che si trovava lì in quel momento. Il suo equipaggio chiede di poter salire a bordo e gli viene concesso. L'uomo sceso dice di non essere solo, ma quando Rygel lo vede gli si scaglia addosso, riconoscendo in lui “Durka”, colui che lo ha torturato sulla Zerbinium. L'uomo conferma la sua identità. Dalla nave scendo Salis, un Nebariano, che conferma il cambiamento di Durka, il quale è stato sottoposto a un trattamento di riallineamento cerebrale di cento cicli in criostasi. Ma Rygel non ci crede e lo vuole uccidere, John glielo impedisce. Salis chiede ospitalità e Durka chiede una cella per una pericolosissima prigioniera Nebari, Chiana. Salis mette in guardia John dalla prigioniera, la quale chiede aiuto proprio a John, ma viene punita tramite il collare di controllo. Quando John dice a Salis che non era necessario, questi lo accusa prima di aver danneggiato la sua nave e poi del modo in cui critica le usanze del suo popolo. Intanto, Rygel medita vendetta, ma Aeryn lo esorta a lasciar stare gli ospiti. I “DRD” stanno aiutando Durka nella riparazione della nave Nebari, quando arriva Aeryn che sembra ammirare molto il passato dell'ex comandante. Nel frattempo, John porta del cibo a Chiana che le chiede perché sia in prigione, e lei, in un primo momento gli dice che non ama rispettare le regole del suo popolo, ma poi che è stata imprigionata perché ha rubato del cibo quando aveva fame. Chiana è determinata a non far ritorno su Nebaria perché non vuole che le facciano il lavaggio del cervello, preferirebbe la morte, e così, chiede nuovamente aiuto a John. Mentre John sta parlando con Durka, Rygel lancia una bomba, ma fortunatamente, a parte qualche danno, restano illesi. Durka sembra aver riacquisito la memorie e tenta di uccidere Rygel, ma quando questi lo dice con i suoi amici non viene creduto e viene portato da D'Argo nel suo alloggio e rinchiuso dentro. Salis pensa che sia stata opera di Chiana, anche se non c'entra niente, al che, la donna tenta di sedurlo e questi la punisce di nuovo. D'Argo ha trovato l'esplosivo nell'alloggio di Rygel che, fortunatamente, ha sbagliato i dosaggi. Salis chiede che, una volta arrivata la nave Nebari, gli venga consegnato Rygel, ma Zhaan rifiuta categoricamente l'idea. Rygel riceve la visita di Chiana che è riuscita a liberarsi e propone a Rygel di allearsi, così lui potrà uccidere Durka, e lei potrà raggiungere l'hangar e scappare con una navetta, ma una volta liberato, Rygel dà l'allarme e comincia la caccia. John avverte Zhaan che Chiana è scappata. Pilota manda i DRD a cercarla. Rugel viene liberato da Aeryn quando sopraggiunge Durka che chiede di poter raggiungere il ponte comandi di Moya. John trova il cadavere di Salis e, con Zhaan, pensano sia opera di Chiana. Rygel e Aeryn vengono raggiunti da Durka, che viene informato della morte di Salis, a quel punto, l'uomo colpisce Rygel e Aeryn prendendo così il controllo di tutta la nave. Le comunicazioni sono state interrotte e Pilota non riesce a contattare nessuno. Durka si taglia i capelli e si sente finalmente libero dal condizionamento mentale Nebariano. Aeryn scopre che lui ha ucciso Salis. Poi Durka parla a tutti comunicando di essere il nuovo comandante e li invita ad andarsene se non vogliono morire. John corre da Aeryn, ma Durka blocca le porte; cercando una via alternativa, incontra D'Argo che gli mostra un passaggio diretto al centro di comando ma, una volta entrato, Durka lo blocca dentro. Aeryn dichiara a Durka tutto il suo disprezzo. Durka fa fare uno starburst a Moya, ma a causa della gravidanza, fallisce. L'uomo dichiara che, se non verrà riattivato lo starburst, ucciderà gli ostaggi. John trova Chiana, con la quale vuole parlare. Durka vuole torturare Aeryn, ma Rygel gli dà del patetico, attirandolo a sé. Poi gli dice di prepararsi all'arrivo dei Nebariani e a trascorrere i prossimi cento cicli in criostasi. Chiana attacca John, ma ha la peggio. John le chiede di fidarsi di lui e le propone di unirsi a loro. Chiana dovrà fare da esca, attirando Durka in una trappola tesagli da John. Chiana propone a Durka di uccidere il piccolo di Moya e partire a starburst per lasciare lo spazio Nebariano, Durka è molto diffidente e il piano di John fallisce e Chiana viene ferita. Pilota sta cercando di riavere il controllo dei comandi, mentre Durka sale a bordo della nave Nebari per sparare al figlio di Moya, ma John gli lancia una bomba che lo fa sganciare da Moya, dopodiché fa chiudere il portellone e Durka viene abbandonato nello spazio a bordo della nave guasta in attesa dell'arrivo dei Nebari. Chiana rimane a bordo di Moya, ma John le fa presente che dovrà rispettare alcune regole e che se vorrà andarsene sarà libera di farlo quando vuole.
- Guest Star: Gigi Edgley; David Wheeler; Tiriel Mora

## Una reazione umana
- Titolo originale: A human reaction
- Diretto da: Rowan Woods
- Scritto da: Justin Monjo

### Trama
Zhaan sta rimproverando Chiana di non rispettare le regole e di prendere continuamente le sue cose, mentre John sta registrando un messaggio per suo padre quando Pilota lo chiama in sala comandi. Moya ha rilevato un tunnel spaziale alla fine del quale John riesce a vedere la Terra. John ha deciso di attraversare il tunnel, vorrebbe che Aeryn andasse con lui, ma la donna rifiuta. Zhaan è preoccupata per lui a causa dell'instabilità del tunnel, ma John è irremovibile e, dopo aver ringraziato tutti, esce nello spazio col suo modulo, ma viene colto dal panico, sarà D'Argo a fargli vincere la paura. Una volta entrato nel tunnel, Moya perde ogni contatto. La navetta di John atterra sulla Terra, su una spiaggia in Australia, ma la sua felicità dura poco perché l'esercito, invece di accoglierlo a braccia aperte, lo narcotizza e lo porta in una base militare dove lo analizzano e poi lo rinchiudono in una specie di prigione, dove un uomo che finge di non conoscerlo, Wilson, inizia ad interrogarlo. John chiede a Cop di raccontargli cos'è successo negli ultimi sette mesi, ma questi non gli risponde, quando arriva suo padre, Jack. John chiede al padre di farlo uscire da quella situazione, ma l'uomo, prima, vuole avere la certezza che si tratti di suo figlio e gli rivolge alcune domande, alla fine si abbracciano. John è libero, ma Wilson lo fa pedinare. Nel frattempo, i militari studiano il tunnel spaziale e la navetta di John, quando sul monitor compare una navetta sconosciuta uscita dal tunnel. John riconosce la navetta da trasporto di Moya e riesce a convincere Wilson a non far aprire il fuoco su di loro. Aeryn, D'Argo e Rygel vengono condotti nella cella e John va a parlare con loro, ma dall'esterno non capiscono nulla, perché sprovvisti dei microbi traduttori. Rygel si sente male e viene portato in infermeria. John dice al padre di essere preoccupato per i suoi amici, quando Cop lo invita a seguirlo nell'unità medica. Rygel è morto e giace su un tavolo con il ventre aperto. Questo scatena l'ira di John che si scaglia contro Wilson. La versione ufficiale della morte di Rygel è stata che ha avuto una reazione allergica al sedativo, ma nemmeno John ci crede. D'Argo dice a John che se qualcuno vorrà fargli del male è pronto ad uccidere, poi, sia lui che Aeryn lo mandano via. John chiede al padre di contattare tutte le persone influenti che conosce affinché lo aiutino a salvare i suoi amici perché non vuole che facciano la stessa fine di Rygel. Quando torna da loro, trova Aeryn che gli punta contro un'arma e gli chiede se sta con lei o contro di lei. Ovviamente, John è dalla sua parte e decidono di trovare D'Argo e scappare. John e Aeryn si rivolgono a Cop per sapere dov'è D'Argo, ma questi gli dice che è stato trasferito in un'altra base. Dopo averlo tramortito, se ne vanno in una casa che Jack aveva consigliato al figlio qualora ne avesse avuto bisogno. Aeryn assaggia la birra e la paragona al nettare di “flen”, dopodiché fanno l'amore. Aeryn studia sulla mappa un luogo sicuro dove potersi nascondere, ma prima di uscire di casa, John le fa cambiare abito. Mentre stanno uscendo, arriva Jack, che comunica al figlio che nessuno li aiuterà e che devono fuggire il più lontano possibile. Camminando per la strada, John comincia ad avere dei dubbi, tutte le persone che incontra le ha già conosciute in altri ambiti e, per confermare la sua teoria, entra in un locale che è esattamente come se lo ricordava, ma l'unico posto in cui non è mai entrato è il bagno femminile che, una volta aperta la porta, gli si presenta una luce informe. Decide di tornare alla base militare, dove incontra suo padre che, in realtà, è un alieno. John vuole sapere perché di tutta questa messa in scena, e l'alieno gli spiega che stanno cercando un pianeta vivibile che li possa accogliere per convivere insieme pacificamente, ma i terrestri, a parte John, non sono ancora pronti ad un simile passo, dopodiché restituisce a John l'anello di suo padre, poi se ne va.
- Guest Star: Kent McCord; Phillip Gordon; Richard Sydenham; Gigi Edgley

## Attraverso lo specchio
- Titolo originale: Through the looking glass
- Diretto da: Ian Watson
- Scritto da: David Kemper

### Trama
D'Argo vorrebbe lasciare Moya a causa del fatto che non può andare a starburst per via della gravidanza. Stanno discutendo su cosa fare, ognuno di loro vorrebbe tornare a casa, quando Pilota gli dice di tenersi pronti perché Moya è pronta ad andare a starburst. Improvvisamente vanno a sbattere contro qualcosa. D'Argo va a vedere cosa succede, ma scompare in una luce rossa, Aeryn lo segue, ma sparisce in una luce blu. Pilota esegue delle analisi, ma non riesce a spiegarsi la causa di quanto sta accadendo. Moya è spaventata. Pilota riesce a rilevare la posizione di Rygel, che si trova all'ottavo livello. China vorrebbe andarsene, ma Zhaan e John glielo impediscono, e John la spedisce, contro voglia a cercare Rygel. John va a cercare Aeryn, quando la nave comincia a sobbalzare e lui si ritrova in una Moya con una intensa luce rossa che provoca il mal di testa. Arriva alla postazione di Pilota ma lui non c'è. D'Argo si trova a poca distanza da John, che non lo vede e, arrampicandosi sulla nave, entra in un'altra dimensione, blu, dove c'è un rumore assordante. Qui trova Aeryn che gli chiede dove sia D'Argo, poi vanno assieme a cercare Rygel, ma si dividono e John nota la presenza di una creatura a bordo di Moya. Aeryn e John continuano le ricerche, quando John nota il suo registratore su un tavolino, fa per prenderlo e si ritrova in un'altra dimensione, gialla, dove trova Rygel che sembra estremamente allegro. John spiega a Rygel che su Moya ci sono delle fratture temporali, ma anche lui è contagiato dall'euforia della dimensione. John vuole trovare una via di fuga con l'aiuto di Rygel, che non pensa ad altro che al cibo, così, John decide d'andare da solo, quando sente un rumore e decide di seguirlo, attraverso lo specchio. Zhaan, Chiana e Pilota sono nella dimensione reale, quando arriva John che gli spiega cosa sta succedendo grazie all'aiuto di Pilota che, alle continue lamentele di Chiana, le dice che se vuole, al prossimo scalo se ne può andare. Dopodiché comunica a John che si trovano ancora a starburst, bloccati da qualcosa di sconosciuto. Pilota dice a John che purtroppo, Moya, non ha abbastanza energia per liberarsi, ma che forse c'è un modo per farle arrivare più energia e gli dà le istruzioni da comunicare agli altri per riportarli tutti nella giusta dimensione. Zhaan, Chiana e John vanno a recuperare D'Argo, Aeryn e Rygel, quando vengono colpiti dalla creatura, poi John e Chiana entrano nella dimensione rossa. Chiana sembra essere immune dai suoi effetti, qui trovano D'Argo che rimane alla postazione per riattivare i motori, che dovranno essere tutti in sincrono in ogni dimensione. Ricompare la creatura ma gli sparano e scappa. John insegna a D'Argo la sequenza poi, con Chiana, entrno nella dimensione blu, che sembra avere effetti deleteri sulla ragazza, così, John, la porta da Rygel, nella dimensione gialla. Dopo avergli sistemato i comandi, ritorna nella dimensione blu da Aeryn, che gli ha preparato un paio di cuffie con microfono per attutire il suono assordante. Poi torna da Zhaan. La situazione sta peggiorando e Pilota comunica l'intenzione di Moya di perdere il piccolo, ma nessuno dei due vuole che Moya sacrifichi suo figlio, quando la creatura si manifesta, ma John non vuole che le venga fatto del male perché ha capito che, in realtà, la creatura sta cercando di comunicare con loro, così decide di attraversare la fessura e parlare con lei, alla quale chiede aiuto. Dopo aver detto a John che non c'è nessun modo gli dice che forse potrebbero provare a mandare i motori “avanti tutta”. Tornato indietro, John dice a Pilota di dire a Moya di prepararsi ad uno starburst in avanti non appena avrà avvisato anche gli altri. John arriva appena in tempo per modificare la sequenza. Moya si salva e tutti ritornano alla giusta dimensione, nella postazione di Pilota. Poi si ritrovano attorno alla tavola a raccontarsela, quando Pilota gli comunica che Moya sta per avere il piccolo, tra la gioia di tutti.
- Guest Star: Gigi Edgley

## Vita da virus
- Titolo originale: A bug's life
- Diretto da: Tony Tilse
- Scritto da: Doug Heyes, Jr.

### Trama
Una nave dei Pacificatori si sta avvicinando a Moya e, per seguire un piano di John, D'Argo, Zhaan e Rygel vengono chiusi in prigione. Il Moroder dei pacificatori ha un problema ai motori, ma il loro capitano, Larrak, non vuole dare spiegazioni ad Aeryn, fino a quando entra John, che vuole sapere cosa ci fanno lì. Larrak dice che stanno trasportando un carico di priorità “Rosso 1” e che in base all'articolo 4-1-4 Dekka prende il comando della nave. A quel punto, John gli ordina di lasciare Moya, e i DRD gli sparano contro disarmandoli. A quel punto, non possono far altro che stare alle regole di John, travestito da capitano dei pacificatori. Durante un giro della nave, John mostra loro i prigionieri, e Aeryn dice a Larrak che stanno viaggiando su un leviatano privo del collare. Larrak è incuriosito sul come riescano a farlo e John gli spiega che avviene tramite il controllo neurale del Pilota. Larrak comunica a John che la cassa che stanno trasportando la devono consegnare su di una nuova base segreta “Gamma” situata nei territori inesplorati. Mentre i pacificatori controllano se il contenuto della cassa è integro, entra Chiana che, facendo cadere dell'acqua addosso ad uno di loro, riesce a prendergli il calco della chiave. Aeryn parla con Larrak, definendo lui e la sua squadra “spettri oscuri”, che non vuol certo essere un complimento. John libera Zhaan e D'Argo dicendogli che mancano venti arn prima di arrivare alla base nemica. D'Argo vorrebbe eliminarli, mentre John vuole sapere il più possibile di quella base e se ce ne sono altre. Una volta d'accordo, decidono di comunicarlo a Rygel ma, quando arrivano nella sua cella, lui non c'è. Un pacificatore sta arrivando nella loro posizione e, mentre Zhaan riesce a tornare nella sua cella, D'Argo deve improvvisare colpendo John. Aeryn socializza con Larrak, spera così di estorcergli qualche informazione riguardo al contenuto della cassa; l'uomo non parla, ma nota che ha un fucile da stasi che serve a catturare e non ad uccidere. Chiana si fa aiutare da un DRD a costruire la chiave, poi va nel settore di carico dove si trova la cassa e ci trova Rygel intento ad aprirla, senza risultato, al che, la ragazza, che ha la chiave, gli propone di fare a metà del contenuto, dopodiché la aprono e vi trovano un alieno ancora vivo. Un pacificatore sta arrivando per controllare la cassa, ma la trova aperta. L'alieno si impossessa del suo corpo e, quando sopraggiunge un altro pacificatore, alieno lo uccide. Rygel riesce a fuggire, ma Chiana no e viene presa. Quando l'entità sta per ucciderla, arriva Aeryn con Larrak e la dottoressa Assan, così, l'alieno, si trasferisce nel corpo della ragazza e si nasconde lasciando il pacificatore a terra tramortito. Larrak si accorge che il carico che trasportavano è sparito. Anche John arriva, e vuole una spiegazione. Larrak gli dice che stavano trasportando un “virus” che riesce a trasferirsi di ospite in ospite tramite il contatto fisico e che se riuscirà ad incubare le spore, circa due milioni, sarà la fine di milioni di civiltà. Chiana/virus, esce allo scoperto facendo credere a tutti che il virus è dentro Rygel e che si sta dirigendo verso il pozzo d'accesso. John e Aeryn sono nei guai, poi invita Chiana/virus a seguirlo. D'Argo e Zhaan sono liberi e si trovano a combattere contro i pacificatori, quando John riesce a comunicargli quello che sa del virus e formano tutti insieme una collaborazione. Larrak li divide a gruppi e vanno a cercare Rygel. Pilota comunica a John che i DRD non riescono ad individuarlo. Zhaan parla con Assan che le spiega i vari sintomi che il virus lascia quando si trasferisce in un altro corpo: alto tasso di acidità, stordimento, confusione e perdita della memoria a breve termine. Aeryn chiede a Larrak perché non l'abbiano ucciso quando ne avevano la possibilità, lui le spiega che se fossero riusciti a controllarlo, lo avrebbero usato per impossessarsi degli altri eserciti. John è con Chiana/virus quando Aeryn gli comunica che hanno trovato Rygel. Larrak lo vuole prendere vivo, mentre John lo vorrebbe uccidere. In un momento di distrazione, il virus si trasferisce da Chiana a John. Rygel viene stordito e rinchiuso nella cassa. John/virus rinchiude di nuovo Zhaan e D'Argo in cella e poi va da Assan e la uccide e distrugge il fucile di stasi. Larrak propone ad Aeryn di entrare a far parte dei corpi speciali e la invita sulla base “gamma” per parlarne. D'Argo e Zhaan parlano con Chiana e Zhaan le chiede di leccare la sua coperta che è fatta di fibre di tornasole. Dopo un rifiuto iniziale, alla fine lo fa e il tessuto diventa rosso. Chiana apprende di essere stata posseduta dal virus che ora è in un altro corpo. John/virus è in sala comandi con Larrak e, dopo aver inserito le coordinate dategli dal pacificatore, aumenta la velocità, ma Aeryn non riesce a capire il suo comportamento. Quando comincia a tempestare di strane domande Larrak. Un pacificatore arriva e comunica a Larrak che Assan è stata uccisa quando arrivano Zhaan, Chiana e D'Argo che dicono che il virus è dentro di John che, nella colluttazione che ne segue si trasferisce in un altro corpo. Ma il virus non può rientrare in un corpo in cui è già stato, così, sia John che Chiana sono esclusi. Zhaan è in grado di produrre un anticorpo ad alto tasso di acidità che dovrebbe eliminare il virus. Quando è pronto se lo inietta, poi John lo inietta ad Aeryn e ad un pacificatore, rimangono Larrak e D'Argo, che risulta pulito. Aeryn e il pacificatore aprono il fuoco su Larrak/virus che riesce a fuggire. Pilota blocca tutti i punti d'accesso, ma Larrak riesce a catturare Aeryn e ad uccidere il pacificatore. Poi propone a John uno scambio, Aeryn in cambio del “moroder” per andarsene via, quando pugnala Aeryn e scappa, inseguito da John che lo lascia andare col moroder e ordina a Pilota di prepararsi ad un principio di starburst e di virare a 180°, così facendo, il moroder esplode. Rygel è finalmente libero, ma D'Argo gli dice che ciò che gli è capitato è la giusta punizione per aver aperto la cassa. Aeryn si sta riprendendo e John è con lei e le dice che Larrak è morto insieme al virus.
- Guest Star: Paul Leyden; Richard White; Zoe Coyle; Michael Tuahine; Gigi Edgley

## Il nervo
- Titolo originale: Nerve
- Diretto da: Rowan Woods
- Scritto da: Richard Manning

### Trama
Aeryn si sta allenando, quando arriva John, ma la donna è alquanto arrabbiata, ha un conato di vomito e cade a terra fredda come il ghiaccio. John vorrebbe aiutarla, ma lei gli chiede di accompagnarla al suo “predatore”. John vuole una spiegazione e Aeryn gli spiega che i suoi muscoli sono a posto, ma la lama ha compromesso il suo “nervo paraforale” e che sta per morire a meno che no riesca a trovare un donatore compatibile. John decide d'andare alla base Gamma, nonostante il parere contrario della donna. Inizialmente anche Zhaan, Rygel e D'Argo non sono d'accordo, ma se è per salvarle la vita, cambiano idea. Pilota comunica che sono arrivati alle coordinate e John si prepara a scendere col predatore di Aeryn, ma a sorpresa, Chiana decide di accompagnarlo per guadagnarsi il suo posto su Moya, ma prima da a John un chip di identificazione di primo livello che aveva sottratto a Larrak prima che abbandonasse la nave. La base sembra un complesso minerario. Dopo una richiesta di identificazione, la loro navetta viene agganciata e portata all'interno della base. Una volta scesi, John si presenta al comandante Tollon Ajavio e al tenente Eskor come il “capitano Larrak”, i quali gli richiedono il chip di identificazione che risulta esatto. John/Larrak chiede che gli venga assegnato un alloggio per lui e la sua “serva personale”, Chiana, che socializza subito con Eskor. Mentre John/Larrak parla con Tollon, arriva uno strano individuo che scoprirà poi essere “Scorpius”. John/Larrak e Chiana vengono condotti al loro alloggio, ma gli viene richiesto un'altra volta il chip e un esame del DNA tramite la scansione delle mani, poiché si trovano ad un livello di sicurezza “3 Velka”. La scansione genetica conferma l'identità di Larrak e i due possono proseguire per il loro alloggio. Mentre John con Chiana si domanda come sia stato possibile, John fa un gradito incontro, Jenina, che è stata assegnata ad un nuovo progetto. Intanto, Scorpius è scontento della lentezza con cui proseguono i lavori della “sedia Aurora”, mentre Tollon lamenta che ha pochi tecnici a sua disposizione. Nel frattempo, John spiega a Jelina il motivo per cui si trovano li, e lei decide di aiutarlo, mentre Chiana, per non destare sospetti, ritorna in sala ufficiali. Intanto, su Moya, Aeryn sta sempre più male e Rygel va a trovarla, quando arriva D'Argo che lo invita ad andare al centro di comando. Chiana socializza col comandante Tollon. D'Argo e Zhaan parlano delle condizioni di salute di Aeryn, ma a malincuore, Zhaan non è in grado di aiutarla. Intanto, alla base dei pacificatori, Tollon propone a Chiana il doppio di quello che gli “da” John/Larrak se decide di rimanere li e poi la invita nei suoi alloggi, ma la ragazza prende tempo. Jelina raggiunge John con delle buone notizie, i loro medici hanno sintetizzato il “tessuto paraforale” e glielo consegna, ma quando Jelina prova a baciarlo, lui si tira indietro e decide di tornare alla sua nave, lasciando la donna alquanto triste. Mentre sta camminando lungo un corridoio, John incontra Scorpius che capisce che non è un sebaceano e lo fa catturare. John viene condotto sulla “sedia Aurora”, che altri non è che un mezzo per estrapolare i ricordi degli individui in modo molto invasivo e doloroso. I suoi ricordi cominciano ad emergere. Nel frattempo, Aeryn viene collegata a Moya da Zhaan, senza che questo provochi nessun danno sia alla nave che al suo piccolo. Jelina comunica a Chiana che John è stato catturato e sta cercando un modo per liberarlo. Dai ricordi di John emerge l'immagine di Creis e Scorpius ordina che gli venga mandato un segnale ad ampio raggio in modo da farlo arrivare alla base. Jelina traveste Chiana da operaia. La sedia Aurora rileva un blocco neurale che scoprono contenere delle informazioni riguardanti i tunnel spaziali che nemmeno lui sapeva di avere, ma devono interrompere il test onde evitare di ucciderlo. John scopre che in realtà, in quella base, stanno tentando di creare i tunnel spaziali. Dopodiché, viene condotto in una cella dove fa la conoscenza di Stark, a cui a forza di stare sulla sedia Aurora gli si è fuso un po' il cervello. Il trattamento ad Aeryn funziona, ma improvvisamente, Moya ha delle contrazioni muscolari e quindi la devono scollegare per non morire. Jelina e Chiana raggiungono una postazione in cui possono bypassare i segnali e rintracciare John e mettersi in contatto con lui. Creis è finalmente arrivato e chiede a Scorpius di essere condotto da John e che gli venga consegnato, ma Scorpius non glielo vuole dare finché non gli dà le informazioni sui tunnel spaziali. John si trova in una cella al livello nove e, dopo che Jelina riesce a comunicare con lui, John dice a Chiana dov'è la cura per Aeryn, di prenderla e di tornare su Moya. Arriva Creis, che dice a John che ha catturato Moya e che se non vuole che li uccida tutti, dovrà dare a Scorpius ciò che vuole, ma John capisce che è solo una bugia. Nel frattempo, Jelina dà a Chiana le coordinate per sfuggire ai rilevatori dei pacificatori. John viene ricondotto sulla sedia Aurora, mentre Chiana recupera la medicina e si dirige verso il “predatore” con un diversivo creato da Jelina, ma alla navetta trova Tollon che viene ucciso da Chiana, dopodiché torna su Moya giusto in tempo. Il campione di tessuto funziona, e D'Argo rimane lì con lei.
- Guest Star: Kent McCord; Lani Tupu; Wayne Pygram; Alyssa-Jane Cook; Paul Goddard; Gigi Edgley

## Il ricordo bloccato
- Titolo originale: The hidden memory
- Diretto da: Ian Watson
- Scritto da: Justin Monjo

### Trama
Rygel vorrebbe andarsene, ma Moya è in pieno travaglio e non si può muovere. Pilota riferisce che Moya sente che c'è qualcosa che non va con il piccolo. Aeryn si sente meglio e ringrazia Chiana per il suo aiuto, che le dice di essere stata aiutata da un'altra pacificatrice, Jelina. D'Argo comunica ad Aeryn che Crichton è stato fatto prigioniero e la donna decide d'andare a salvarlo. D'Argo e Zhaan vanno con lei. John è sulla sedia Aurora, circondato da Creis e Scorpius, che lotta con tutte le sue forze perché non riescano a vedere un suo ricordo. John si trova in cella con Stark, e sospetta che sia una spia di Scorpius, ma non è così. Stark gli mostra un decodificatore magnetico di sua costruzione che, trovando la giusta combinazione, dovrebbe consentirgli di aprire le porte. Parlando con John gli dice che è già stato sottoposto a cento sessioni sulla sedia. Intanto, Aeryn, Zhaan e D'Argo, con una navetta di Moya, si stanno avvicinando alla base Gammak grazie all'aiuto di Jelina, che nel frattempo riesce a comunicare con John, il quale le chiede di aiutarlo. Su Moya, Pilota comunica a Chiana e a Rygel che bisogna far nascere il piccolo, e Rygel non vede l'ora. Jelina deve apportare delle modifiche alla sedia Aurora per poter aiutare John. Dopodiché, contatta John e gli dice di ricordare il loro bacio una volta che sarà sulla sedia, e di fidarsi di lei. Scorpius chiede a John che cos'è che nasconde di così importante e, una volta sulla sedia, John sblocca il ricordo di Jelina che viene manipolato dalla ragazza, in cui compare anche Creis che ringrazia John, il quale sembra avergli dato un dischetto contenente i dati sui tunnel spaziali per poter così passare ad un rango superiore. Creis nega tutto, ma John riesce ad insinuare un discreto dubbio in Scorpius che non crede all'innocenza di Creis e intende sottoporlo alla sedia Aurora. Nonostante il rifiuto di Creis, Scorpius lo costringe con la forza a sottoporsi al test. Nel frattempo, all'esterno della base, Zhaan e D'Argo stanno preparando degli esplosivi, mentre Aeryn entra a cercare John, ma prima trova Jelina. John è esausto e Stark gli allevia la sua sofferenza con pensieri positivi. Poi gli dice di essere lì da ben due cicli e dopo che i pacificatori hanno sterminato il suo popolo, gli schiavi Banik, lui è l'ultimo rimasto della sua specie. Creis è sulla sedia Aurora, ma fa blocco e così, Scorpius, fa aumentare il voltaggio. Aeryn ringrazia Jelina per il suo aiuto e poi le chiede dove si trova John, che sta in un livello dove solo Scorpius e i suoi autorizzati vi possono accedere. E poi dice ad Aeryn che una volta che Scorpius avrà scoperto che il ricordo bloccato di John non ha nulla a che fare coi tunnel spaziali ma riguardano un bacio che c'è stato fra di loro, questi lo ucciderà. Aeryn raggiunge la cella di John e, con uno stratagemma, riesce a farsi aprire la porta e, dopo aver stordito la guardia, lo porta fuori assieme a Stark. Scorpius scopre che il segreto di Creis riguarda l'uccisione da parte sua del tenente Pitt, dopo aver ricevuto l'ordine dall'alto comando di tornare indietro, e che non sa proprio niente dei tunnel, quando scatta l'allarme e gli viene comunicata la fuga di John, aiutato da un pacificatore. Scorpius fa chiudere tutti gli accessi. Jelina, Aeryn e John riescono a nascondersi dai pacificatori, mentre Stark riesce a fuggire. Intanto, Moya sta per partorire, ma deve ricreare un vuoto all'interno, così, Chiana e Rygel sono costretti a rifugiarsi in un condotto molto, molto stretto! Nel frattempo, sulla base, per uscire John e Aeryn hanno bisogno di un chip di identificazione di classe superiore. Aeryn va a cercarne uno quando, passando nella stanza della sedia Aurora, trova Creis il quale le ordina di liberarlo, ma la donna, prima gli prende il chip, poi aziona la macchina e se ne va. Jelina decide di rimanere alla base dopo aver capito che John è innamorato di Aeryn. Una volta usciti dalla base, Aeryn e John ritrovano D'Argo, Zhaan e Stark. Ma Scorpius arriva coi suoi uomini e si apre un conflitto a fuoco. Intanto, su Moya c'è un problema, il piccolo non riesce ad uscire e si sta preparando ad aprire il fuoco; Chiana si introduce allora nel condotto e capisce che l'unico modo per liberarlo e fargli sparare un colpo a bassa intensità. La ragazza riesce ad uscire appena in tempo e il piccolo esce da Moya. Scorpius sorprende John alle spalle, quando arriva Jelina ma, prima che John si liberi, Scorpius le spara ferendola a morte. Grazie a Jelina che ha disabilitato il faro dei pacificatori, Moya può muoversi liberamente e con tutta calma, dato che col piccolo non può andare a Starburst. Zhaan dà una medicina a Jelina, e Stark le dona il suo ricordo più importante per alleviarle il dolore, poi lui e Zhaan escono dalla stanza. John le dà un ultimo bacio poi la donna muore.
- Guest Star: Lani Tupu; Wayne Pygram; Alyssa-Jane Cook; Paul Goddard; Gigi Edgley

## Un calcio al destino
- Titolo originale: Bone to be wild
- Diretto da: Andrew Prowse
- Scritto da: David Kemper & Rockne S. O'Bannon

### Trama
Moya si trova in un campo di asteroidi e ha dovuto ridurre tutte le funzionalità di bordo per non essere intercettati dalla portaerei di Creis che è nelle vicinanze, quando ricevono una chiamata d'aiuto da un asteroide vicino. John e Aeryn considerano l'ipotesi d'andare, e D'Argo e Zhaan si uniscono a loro. Intanto, sulla nave dei pacificatori, Scorpius vuole usare il piccolo di Moya per farla uscire allo scoperto e catturarli tutti. Su Moya, Pilota ha disattivato tutti i comunicatori per non farli rilevare. La navetta di Moya è scesa a terra, ma D'Argo e John sembrano alquanto disgustati dal posto, mentre Zhaan sembra trovarsi a suo agio, quando sentono delle grida e corono a vedere cosa succede e trovano una donna aliena, Em-Lee, che sta per essere uccisa da un'altra forma aliena, dopo averla salvata, la conducono alla navetta dove l'alieno li stava aspettando e, dopo aver manomesso la navetta e ferito D'Argo, scappa. Nel frattempo, su Moya, c'è qualche problema col piccolo, a causa della sua diversità dalla madre, questa fa fatica a comunicare col figlio, così, chiede ad Aeryn di salire a bordo del piccolo leviatano. Una volta a bordo è sbalordita in ciò che vede, ma allo stesso tempo, riesce a stabilire un contatto col piccolo. Sulla portaerei di Creis, Scorpius si fa trovare nella sua stanza e i due hanno un altro scontro verbale. Sull'asteroide, Zhaan cerca di fermare l'emorragia interna di D'Argo, ma ha bisogno della radice di “kishmot”; intanto, John viene a sapere da Em-Lee che erano in quarantuno e volevano colonizzare quel luogo, ma la creatura li ha uccisi tutti. John scopre che Zhaan è una pianta, è una Delviana e fa parte della flora evoluta, e rimane un po' sorpreso. John, Zhaan e Em-Lee escono a raccogliere delle piante quando vengono aggrediti dalla creatura. Zhaan cerca di mimetizzarsi, ma alla fine viene “catturata”. John è tornato sulla navetta con Em-Lee, ma D'Argo non può muoversi così, mentre lui rimane lì, gli altri due escono per cercare Zhaan. Em-Lee porta John in uno strano luogo, e tenta di mangiarselo, ma il tempestivo arrivo della creatura lo salva e mette in fuga la donna, dopodiché lo porta al suo laboratorio. Scorpius e Greis sono sempre più ai ferri conti su chi deve comandare e su chi deve ubbidire. Nel rifugio dell'alieno, Brni, questi spiega a John che in realtà Em-Lee è calcivora, cioè si nutre di sole ossa, la carne la lascia marcire. Tutti i membri della sua spedizione vennero uccisi uno dopo l'altro quando Em-Lee veniva colta da fame vorace. Lui è uno scienziato, come Zhaan e si interessa di piante. Pilota avverte Aeryn che i pacificatori hanno cambiato rotta e stanno tentando di comunicare col piccolo. Aeryn gli parla e gli dice di non fidarsi dei pacificatori, alla fine, il leviatano decide di fidarsi di Aeryn e di chiudere tutte le comunicazioni esterne. Zhaan ha fatto incetta di erbe per curare D'Argo e scopre qualcosa in più sulla tecnologia di Brni. Quest'ultimo chiede a John di rimanere lì a proteggere il laboratorio mentre lui accompagna Zhaan alla navetta. Mentre John è lì, arriva Em-Lee che gli racconta che Brni portò lì lei e la sua gente per eliminare la precedente popolazione per poter far sopravvivere solo le piante, ma lei sopravvisse. Em-Lee decide di non mangiare John a patto che lui la riporti fra la sua gente. Aeryn, nel frattempo, è sul piccolo che prova le strumentazioni, tra i due si è instaurata un'ottima intesa. Rygel e Chiana sono convinti che, in caso di attacco da parte dei pacificatori, il piccolo di Moya potrebbe essere la loro unica possibilità di salvezza. John arriva alla navetta ed è arrabbiato con Brni, e finisce col litigare con Zhaan. D'Argo e John vorrebbero buttarlo fuori dalla nave, ma lui gli dice di avere delle mappe stellari. Zhaan si offre di andare con lui a prenderle. Scorpius vuole assumere il controllo della portaerei di Creis e i due arrivano alla lotta, dove Scorpius ha la meglio. John, non vedendo tornare Zhaan, va al laboratorio di Brni a cercarla, ma trova l'uomo a terra che gli dice che Zhaan è stata rapita da Em-Lee. John la va a cercare, ma appena arriva, capisce che Brni gli ha mentito e torna indietro. Aeryn è tornata su Moya e dà una bella strapazzata a Rygel e a Chiana.D'Argo riceve la visita di Em-Lee che vuole solo parlargli; la donna ha fame, ma si sta sforzando di trattenersi. D'Argo gli dice che molti uomini, pacificatori, stanno arrivando, e lei potrà mangiare quanto vuole. John comunica a Brni di non aver ucciso Em-Lee e scopre che ha catturato Zhaan perché è una pianta, e la trova dentro un contenitore. I due iniziano a lottare, John ha la meglio, ma mentre sta liberando Zhaan, Brni si riprende e gli punta un'arma contro. John riesce ugualmente a liberare Zhaan e ad eliminare Brni. Crei viene informato che Scorpius è sceso con un gruppo di uomini con i moroder sull'asteroide, e sembra essersi arreso all'idea che Scorpius sia il nuovo comandante. John e Zhaan danno ad Em-Lee i resti di Brni, in attesa dei pacificatori. D'Argo, Zhan e John sono tornati su Moyae John chiede ad Aeryn del piccolo. Zhaan è dispiaciuta per tutte le piante che ha dovuto lasciare sull'asteroide. Pilota comunica ad Aeryn che Moya e il piccolo, grazie al suo aiuto, riescono a comunicare e Moya sarebbe lieta se lei volesse trovare un nome al piccolo. Sull'asteroide, Scorpius e i suoi uomini incontrano Em-Lee che gli dice di avere informazioni sui fuggitivi.
- Guest Star: Lani Tupu; Wayne Pygram; Francesca Buller; Marton Csokas

## Legami di famiglia
- Titolo originale: Family Ties
- Diretto da: Tony Tilse
- Scritto da: Rockne S. O'Bannon & David Kemper

### Trama
Rygel ha preso una navetta di Moya e si sta dirigendo verso la portaerei di Creis. D'Argo lo minaccia di tornare indietro, ma lui non sente ragioni. Creis è molto stupito della cosa e ricorda a Scorpius che fuori hanno un moroder con a bordo Em-Lee. Rygel arriva a bordo della nave dei pacificatori dove intende barattare la sua libertà in cambio di Moya, del suo piccolo e di tutti coloro che si trovano a bordo, in particolar modo di Crichton. Intanto, su Moya sono preoccupati di un possibile arrivo dei pacificatori, Moya non intende andare a starburst per via del piccolo. John e D'Argo dichiarano che sono intenzionati a lottare fino alla fine e che non si arrenderanno mai, così studiano un piano per distruggere la nave di Creis dall'interno. Scorpius minaccia Rygel di metterlo sulla sedia Aurora, ma questo non servirebbe a niente, con la sua costituzione fisica morirebbe all'istante. Scorpius non è convinto della veridicità di Rygel, ma alla fine sembra dargli credito. D'Argo cerca di convincere Chiana a fingersi una prigioniera nel caso in cui i pacificatori riuscissero a salire su Moya. Intanto, Zhaan prepara dell'olio di “lutra”, altamente esplosivo; poi, parlando con John, entrambi si dicono di essere diventati ormai come una grande famiglia. Pilota dice ad Aeryn di subire l'ansia di Moya e di conseguenza quella del piccolo, poi propone ad Aeryn d'andarsene col suo predatore, ma lei non ha intenzione di lasciarli, e Pilota le chiede di nuovo da parte di Moya il nome per il piccolo. John prova a registrare un messaggio per il padre, ma senza riuscirci, quando arriva Aeryn e parlano delle rispettive famiglie e lei gli dice che la madre, a differenza di tutti gli altri pacificatori, l'ha avuta per amore. Nel frattempo, sulla portaerei, Rygel si sta godendo alcuni privilegi quando vede la testa mozzata di un aineriano e arriva Creis che tenta di ucciderlo, ma ci ripensa e gli dice che Scorpius ha già ordinato la sua morte una volta che avrà catturato Crichton e gli propone un accordo. Rygel torna su Moya, ma né D'Argo né gli altri si fidano di lui, ancor meno quando vedono che si è portato dietro Creis, che sembra avergli chiesto asilo su Moya e di venire messo in una cella. Viene così portato al settimo livello. D'Argo lo aggredisce e lo costringe a dire la verità sulla morte della moglie e questi conferma che venne incastrato da un pacificatore, ma lui eseguiva solo gli ordini. Aeryn non si fida e vuole controllare che nella navetta non ci sia nessun segnalatore. John chiede a Creis perché si trovi lì. Rygel gli spiega che ormai è Scorpius a comandare e in un certo senso riconosce il valore di Creis, ed è convinto che conosca i piani dei pacificatori quindi è in grado di aiutarli. Aeryn e D'Argo stanno posizionando la cronite e si dichiarano la stima reciproca. Scorpius chiede al tenente Braca quanto tempo manca ad individuare il leviatano e dov'è Creis, e che presto avrà un avanzamento di carriera. Su Moya, John è da Creis e gli chiede come ci si senta ad essere inseguiti e perseguitati costantemente, ma nonostante Creis cerchi di convincerlo che è cambiato e che ha capito di aver sbagliato, non è per niente convinto, ma poi gli chiede di dimostrare le sue parole aiutandoli e lo libera. Ognuno di loro esprime il proprio punto di vista e alla fine decidono di distruggere la base Gammak con le cariche di cronite, e far sì di allontanare Scorpius da Moya perché possa uscire col piccolo dal campo di asteroidi e partire a starburst. Aeryn e D'Argo si trovano a discutere su chi deve affrontare la missione, poi la donna si rivolge a Zhaan, quando D'Argo le chiede altra cronite. John decide d'andare con D'Argo Chiana cerca di convincerlo a non andare e poi lo ringrazia di averle salvato la vita e lo bacia. Sulla portaerei, Braca comunica a Scorpius che Creis è stato considerato contaminato e che ora è lui il comandante. A quel punto, Scorpius ordina che venga attaccata Moya e se il suo piccolo non ubbidirà ai loro comandi, di eliminarlo. Aeryn porta Creis sul piccolo di Moya. John e Rygel fanno un bel discorso, poi Rygel lo ringrazia. Chiana ha organizzato un banchetto per tutti per ringraziarli. John registra il messaggio per suo padre, dove gli dice di aver trovato dei veri amici e lo ringrazia per tutti i suoi insegnamenti. Zhaan prega affinché la missione vada a buon fine. John e D'Argo sono pronti; Creis dà a John dei suggerimenti, poi D'Argo dà a Zhaan l'olografia di suo figlio e sua moglie. Una navetta di Moya è stata rilevata dalla portaerei, ma Scorpius ordina di aspettare. Pilota comunica a John e a D'Argo di essere stati intercettati. Scorpius riceve la conferma che a bordo della navetta c'è Crichton e ordina di inseguirli. Zhaan dice a Pilota di comunicare a Moya di tenere il piccolo vicino a sé. Aeryn è fuori col suo predatore per recuperare John e D'Argo, che nel frattempo si stanno armando. Aeryn dà al piccolo di Moya il nome di suo padre: Talin. John e D'Argo sono alle coordinate e sono pronti ad abbandonare la navetta prima dello schianto sulla base Gammak. Missione compiuta. John e D'Argo stanno galleggiando nello spazio, ma Aeryn non può avvicinarsi per recuperarli, i pacificatori la potrebbero vedere, ma entrambi stanno bene. Creis è salito a bordo di Talin e si sta preparando ad andare a starburst. Aeryn cerca di fermarlo, ma è troppo tardi, Creis se ne va. I pacificatori si stanno avvicinando a Moya e John ordina a Pilota di partire a starburst, ma né il leviatano, per via del suo piccolo, né i loro amici vogliono andar via. John le parla e alla fine riesce a convincere Moya che parte a starburst lasciando lui, D'Argo e Aeryn da soli. D'Argo ha perso i sensi, ma Aeryn non li può ancora recuperare.
- Guest Star: Lani Tupu; Wayne Pygram; David Franklin